# Église Notre-Dame d'Orry-la-Ville
L'église Notre-Dame d'Orry-la-Ville est une église catholique paroissiale située à Orry-la-Ville, en France. Aucun document ne permet d'affirmer qu'Orry-la-Ville possédait une église au même endroit avant la construction de l'église actuelle, que l'analyse stylistique permet de situer entre 1160 et 1170 environ. Avant, il y avait déjà une chapelle dédiée à saint Rieul, près du cimetière, ainsi que l'église paroissiale du village de Géni, noyau historique de l'actuelle commune, qui s'est dépeuplé pendant la première moitié du XIIIe siècle. La suppression de sa paroisse par réunion à celle d'Orry-la-Ville en 1246 conduit en même temps à la naissance de celle de La Chapelle-en-Serval, ancienne dépendance d'Orry. — La sculpture et la modénature du chœur de l'église Notre-Dame montre une influence par la cathédrale Notre-Dame de Senlis, ce qui permet un rattachement à l'architecture gothique, alors que l'extérieur de l'abside en hémicycle est encore placé sous l'influence de l'architecture romane. La nef a été bâtie après le chœur, et était initialement non voûtée et dépourvue de bas-côtés. Le bas-côté sud a été ajouté au début du XVIe siècle au plus tard. Par la suite, la nef a été voûtée d'ogives dans le style gothique flamboyant, et la chapelle de la Vierge, du même style, a été ajoutée au nord de la dernière travée de la nef et de la première travée du chœur. Le clocher ne date que du début du XIIIe siècle. Dans son ensemble, l'église Notre-Dame est un édifice modeste d'un aspect sobre, voire pauvre, les éléments sculptés se limitant au portail occidental et à l'intérieur du chœur. Dans sa simplicité, le chœur montre néanmoins une architecture de qualité des débuts de l'époque gothique. L'église a été inscrite aux monuments historiques par arrêté du 21 mai 1970, puis restaurée. Elle fait aujourd'hui partie de la paroisse du Saint-Esprit du Serval, et accueille toujours une messe dominicale hebdomadaire, qui a alternativement lieu le samedi soir ou le dimanche.

## Localisation
L'église Notre-Dame est située en France, en région Hauts-de-France et au sud du département de l'Oise, aux confins de l'Île-de-France, dans le Parc naturel régional Oise-Pays de France, au centre du bourg d'Orry-la-Ville, place de l'abbé Clin. C'est l'une des deux places principales de la ville, avec la place de la Libération (place du marché) situé à proximité. L'église est entièrement dégagée d'autres constructions, et l'on peut facilement en faire le tour. La mairie se trouve directement au nord de l'église. Devant la façade occidentale, aboutit la rue d'Hérivaux qui arrive depuis la gare de La Borne Blanche du RER D. Devant le chevet, passe la voie qui relie la RD 118 à la place de la Libération.

## Histoire

### Les origines
Des écarts d'Orry-la-Ville, la grange et la tuilerie de Commelles, les hameaux de Géni et Montgrésin, ainsi que l'ancienne dépendance d'Orry-la-Ville, La Chapelle-en-Serval, ont été étudiés par des historiens, mais pour le chef-lieu, seul Louis Graves a donné un bref aperçu de son histoire en 1841. L'ouvrage de Jeannine Legrand sur l'histoire du village paru en 1996 n'est qu'un recueil de cartes postales anciennes avec commentaires, agrémenté de quelques anecdotes. Ce n'est pas un travail d'historienne. Un article de Gabrielle Hiltmann rédigé en 2001 fournit une synthèse des publications du passé, mais ne livre aucun élément neuf concret, et n'évoque pas la paroisse et son église. Louis Graves qualifie Orry-la-Ville de l'une des premières paroisses du diocèse de Senlis. L'existence ancienne d'une chapelle dédiée à Saint-Rieul, premier évêque de Senlis, près de l'actuel cimetière est un indice pour une évangélisation dès la fin de l'Antiquité. Le noyau historique d'Orry semble toutefois être le château seigneurial, qui se trouvait en dehors du village, probablement sur l'actuelle commune de La Chapelle-en-Serval. Le qualificatif « la Ville » est justement destiné à éviter la confusion avec le lieu d'implantation du château d'Orry.
Celui-ci pourrait correspondre à l'ancien village de Géni, qui a été abandonné sous la guerre de Cent Ans ; qui est plus ancien que le village de La Chapelle ; et dont la cure est mentionnée dans une charte de 1126. Cette dernière est citée par Gustave Macon et Ernest Dupuis, et indique que l'abbesse de l'abbaye Saint-Remi de Senlis présente à la cure de Géni. Le seigneur d'Orry-la-Ville étant le prieuré de Saint-Nicolas-d'Acy, près de Senlis, le château d'Orry ne joue apparemment plus aucun rôle, ou a même disparu, car il n'est jamais mentionné explicitement. Pendant la première moitié du XIIIe siècle, Géni est successivement abandonné à la faveur de La Chapelle-en-Serval, qui devient un village, puis une paroisse indépendante. En 1246, les revenus de la paroisse de Géni sont réunies à celle d'Orry-la-Ville, et La Chapelle-en-Serval est érigée en paroisse (si l'on peut prêter foi à Louis Graves, qui commet une étourderie en parlant du chapitre de Senlis en lieu et place de l'abbaye Saint-Remi). Réduit à un simple hameau, Géni disparaît sous la guerre de Cent Ans. Devant ces faits, on peut supposer que Géni est la paroisse-mère pour Orry-la-Ville et La Chapelle-en-Serval à la fois, et l'église Notre-Dame, que Dominique Vermand date des années 1160 / 1170 pour ses parties les plus anciennes, serait donc la première église à ce même emplacement. Le prieur de Saint-Nicolas-d'Acy présente à la cure ; une fois sur trois, il doit laisser ce privilège à l'abbesse de Saint-Rémi du temps de l'existence de cette abbaye. Les différents auteurs ne mentionnent pas le vocable précis de l'église, sachant que chaque église dédiée à Notre-Dame fait référence à l'une des fêtes religieuses liées à un événement dans la vie de la Vierge Marie. La paroisse utilise le vocable de la Nativité de Notre-Dame, correspondant à la fête patronale le 8 septembre.

### La datation de l'église et les campagnes de construction

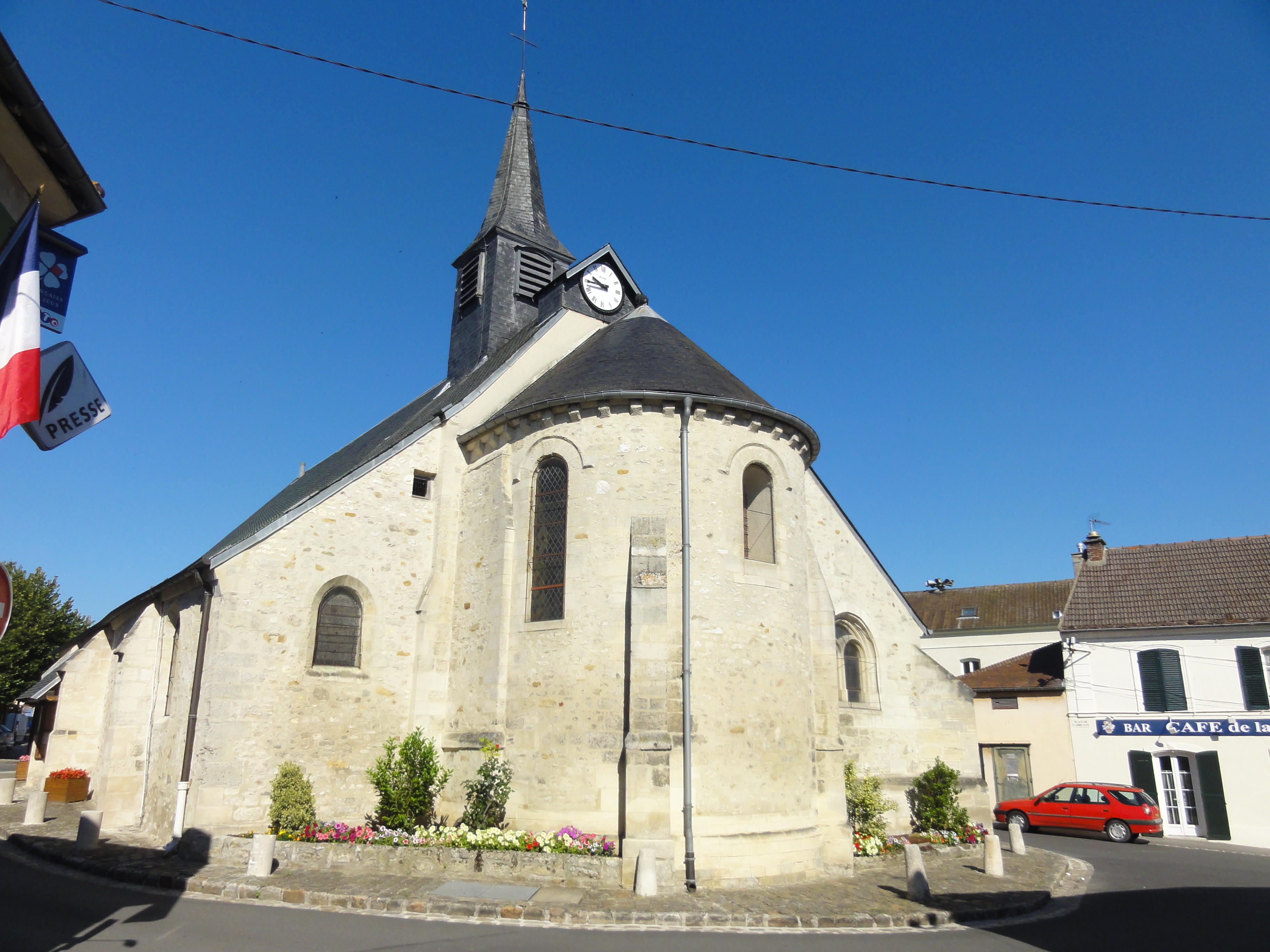
Vue depuis le sud-est.

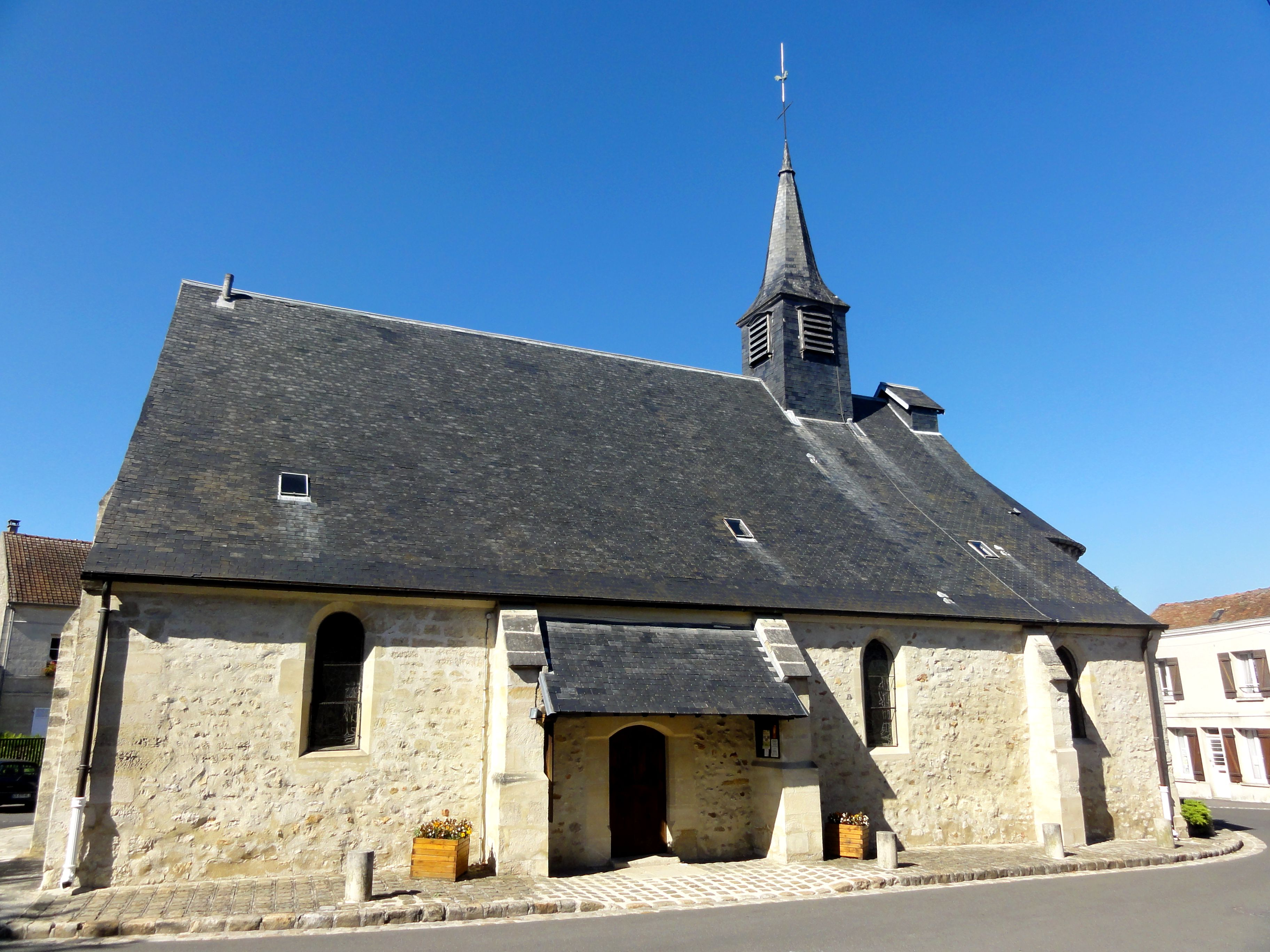
Vue depuis le sud.

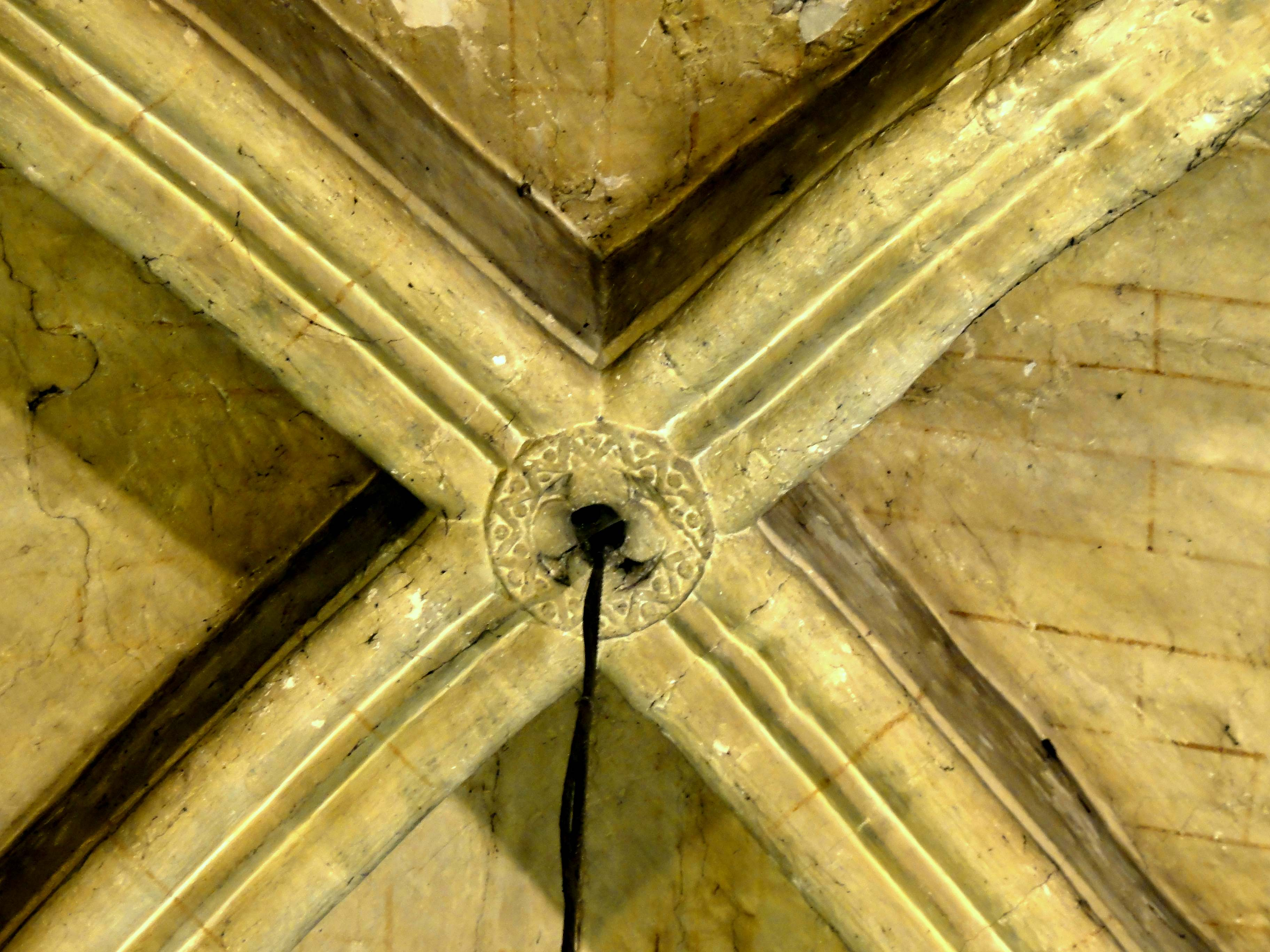
Clé de voûte de la 1re travée du chœur.

L'abside en hémicycle s'inscrit dans la tradition romane, et la forme arrondie s'explique par le voûtement en cul-de-four qui est introduit dans la région au dernier quart du XIe siècle, l'un des exemples les plus anciens conservés étant le chœur de l'église de Rhuis. En dépit de l'apparition précoce du voûtement d'ogives dans la région, avec une généralisation successive pour les parties orientales à partir de 1120 environ, des absides sont parfois encore voûtées en cul-de-four au milieu du XIIe siècle ou peu après, comme à Béthisy-Saint-Pierre et Néry. Du temps du premier voûtement d'ogives, l'on privilégie les chevets plats, mais après le milieu du XIIe siècle, les maîtres-maçons savent déjà appliquer les voûtes d'ogives sur des chevets en hémicycle, par le biais d'un plan à pans coupés appliqué à l'intérieur de l'abside seulement. Ce n'est donc qu'à l'extérieur que le chevet paraît arrondi. Le chevet de l'église Notre-Dame se rattache à ces premiers chœurs à pans coupés voûtés d'ogives ; Eugène Müller fait erreur en évoquant une voûte en cul-de-four. D'autres exemples dans la région sont l'église Saint-Étienne de Fosses, l'église Saint-Gervais de Pontpoint, l'église de Saint-Vaast-de-Longmont et l'église Saint-Pierre de Vaumoise. Dominique Vermand pense que l'inspiration pour cette disposition provient des chapelles rayonnantes de la cathédrale de Senlis. Il n'y a donc pas lieu de déduire de la forme du chevet une période de construction à la fin du XIe siècle ou au début du XIIe siècle, et de considérer les parties basses du chœur comme vestiges d'un édifice précédent, comme l'a fait l'auteur de l'APSOM. Eugène Müller a déjà observé le lien de parenté avec l'église de Fosses et daté l'église d'Orry-la-Ville du milieu du XIIe siècle. Comme déjà évoqué, Dominique Vermand, qui a étudié la plupart des églises médiévales de l'Oise, conclut à une période légèrement plus tardive. Il considère que la nef et le chœur sont homogènes et issus d'une même campagne de construction. Pour la datation, il se base sur une analyse de la sculpture des chapiteaux et du profil des bases, des arcs-doubleaux et des ogives, et constate que tous ces détails de modénature renvoient directement vers la cathédrale de Senlis.
Une influence par la cathédrale diocésaine n'a rien d'étonnant, d'autant plus que la ville épiscopale de Senlis est proche. Si le maître d'œuvre n'est probablement pas le même, on peut imaginer qu'il a visité le chantier de la cathédrale et employé un tailleur de pierre qui a participé à ce même chantier. Dominique Vermand a observé le même phénomène pour les églises d'Ermenonville, de Fosses, de Saint-Vaast-de-Longmont, et de Villeneuve-sur-Verberie. On peut ainsi résumer la genèse de l'église Notre-Dame : entre 1160 et 1170, on édifie une abside et une travée droite du chœur, qui sont voûtées d'ogives dès le départ, et une nef un peu plus large de trois travées, qui n'est pas voûtée primitivement. Eugène Müller rattache la travée droite du chœur à la nef, ce qui n'est pas indiqué en raison de la légère différence de largeur. Dominique Vermand n'exclut pas que la première travée du chœur ait initialement supporté un clocher, ce qui serait conforme à la tradition de l'architecture religieuse de la région. Pour une raison qu'il ne précise pas, Eugène Müller pense que la travée droite du chœur était flanquée de deux chapelles, dont l'une existerait encore en partie (ce serait l'extrémité du bas-côté sud). Dominique Vermand préfère ne pas se prononcer sur l'époque du bas-côté sud, qui ne présente aucun détail d'architecture significatif, et retient seulement qu'il est antérieur aux voûtes de la nef et aux chapelles du nord. Les grandes arcades de la nef ont donc été percées après coup, celles du sud avant celles du nord. C'est au XVIe siècle que la nef est voûtée dans le style gothique flamboyant et que la chapelle de la Vierge et la sacristie sont ajoutées au nord de la dernière travée de la nef et du chœur. Le profil prismatique des ogives de la chapelle et les clés de voûte sont encore gothiques, mais l'arc en plein cintre des deux fenêtres, et plus encore le remplage de la baie du chevet de la sacristie renvoient vers la Renaissance, ce qui parle en faveur d'une construction peu avant le milieu du siècle, quand la Renaissance s'impose successivement,. Les dalles de la nef sont en pierre de liais de Coye-la-Forêt et ont été posées par G. Pigoul en 1714.

### Les évolutions depuis leXIXesiècle

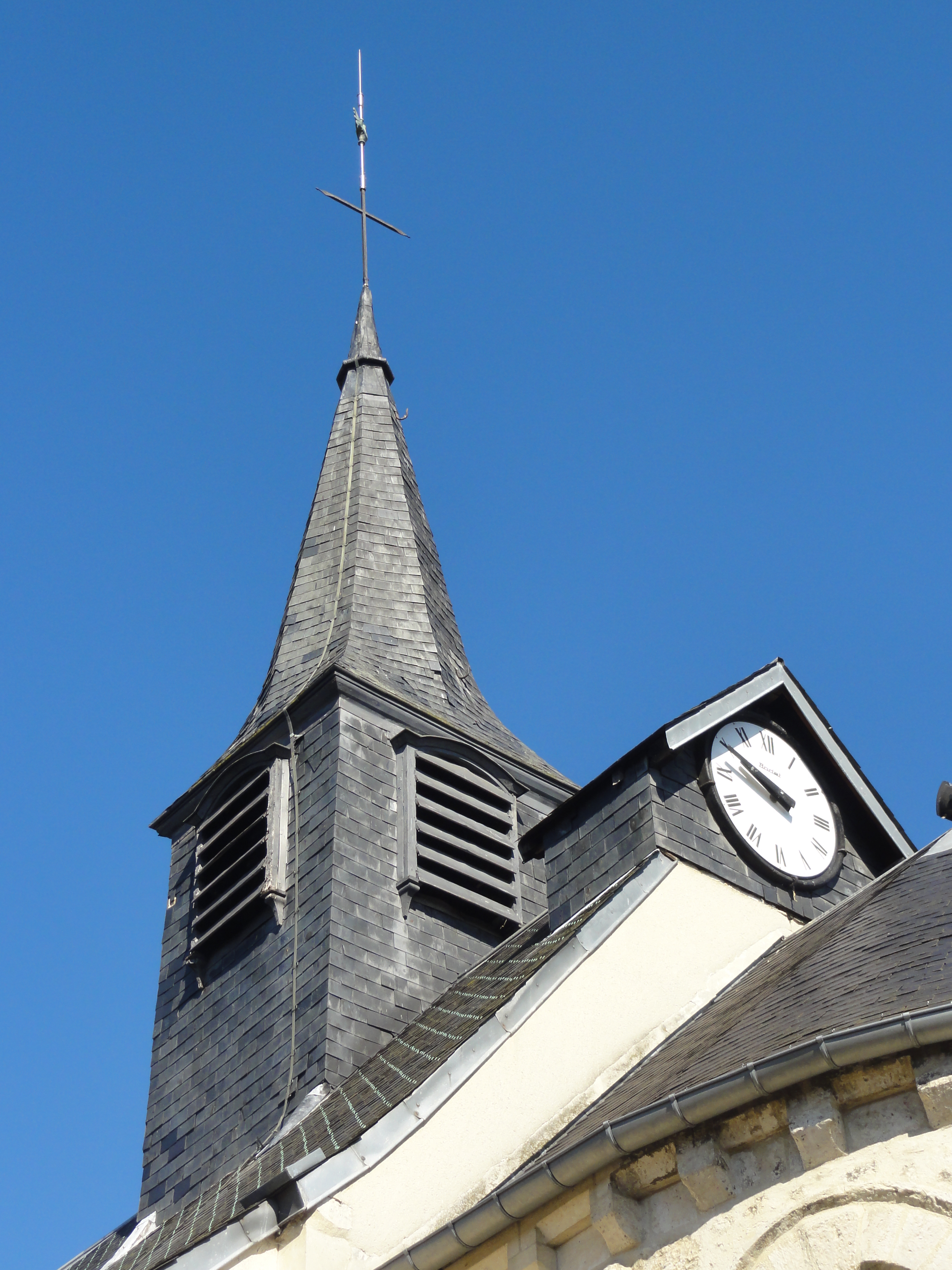
Clocher et horloge.

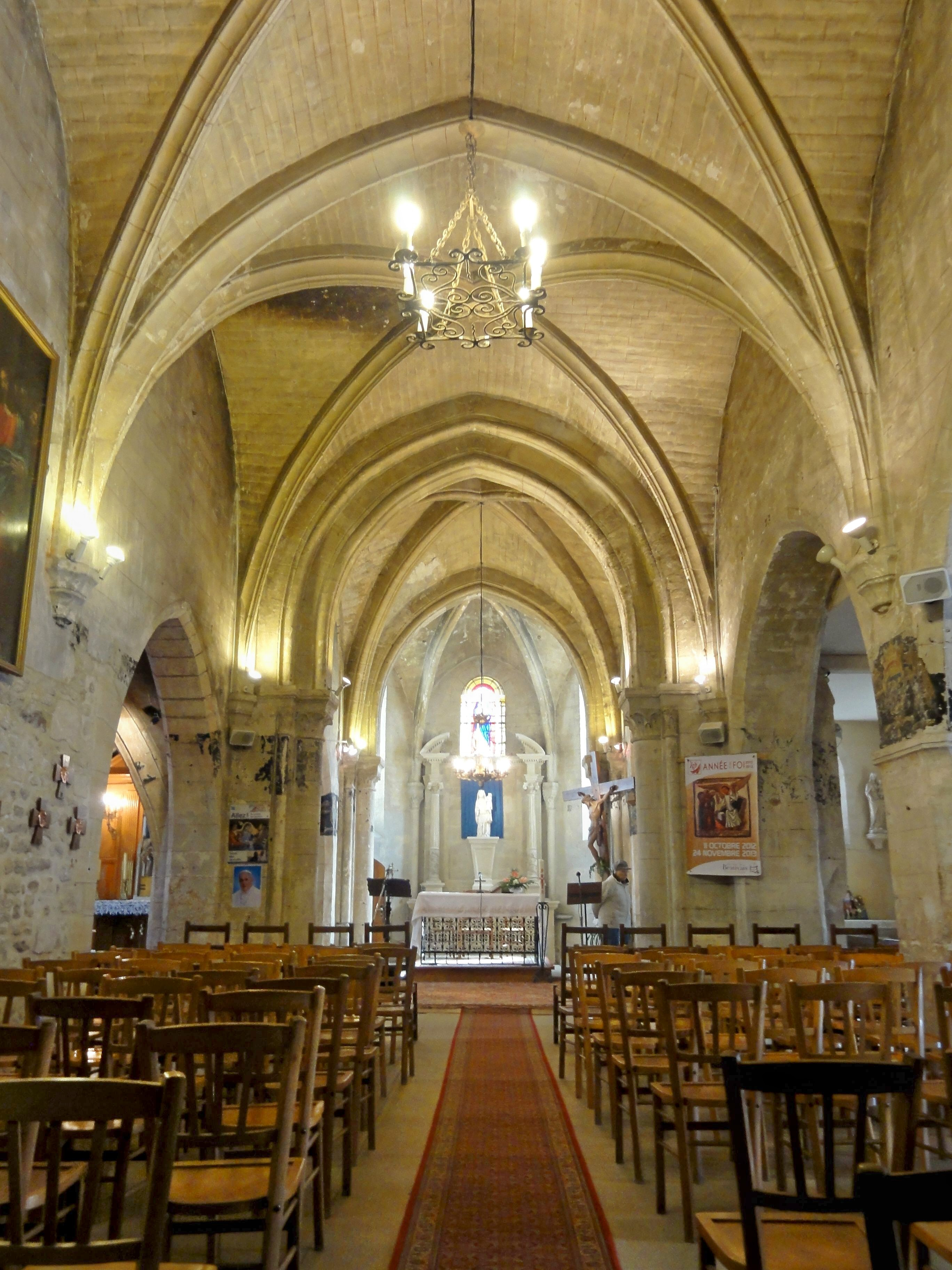
Nef, vue vers l'est.

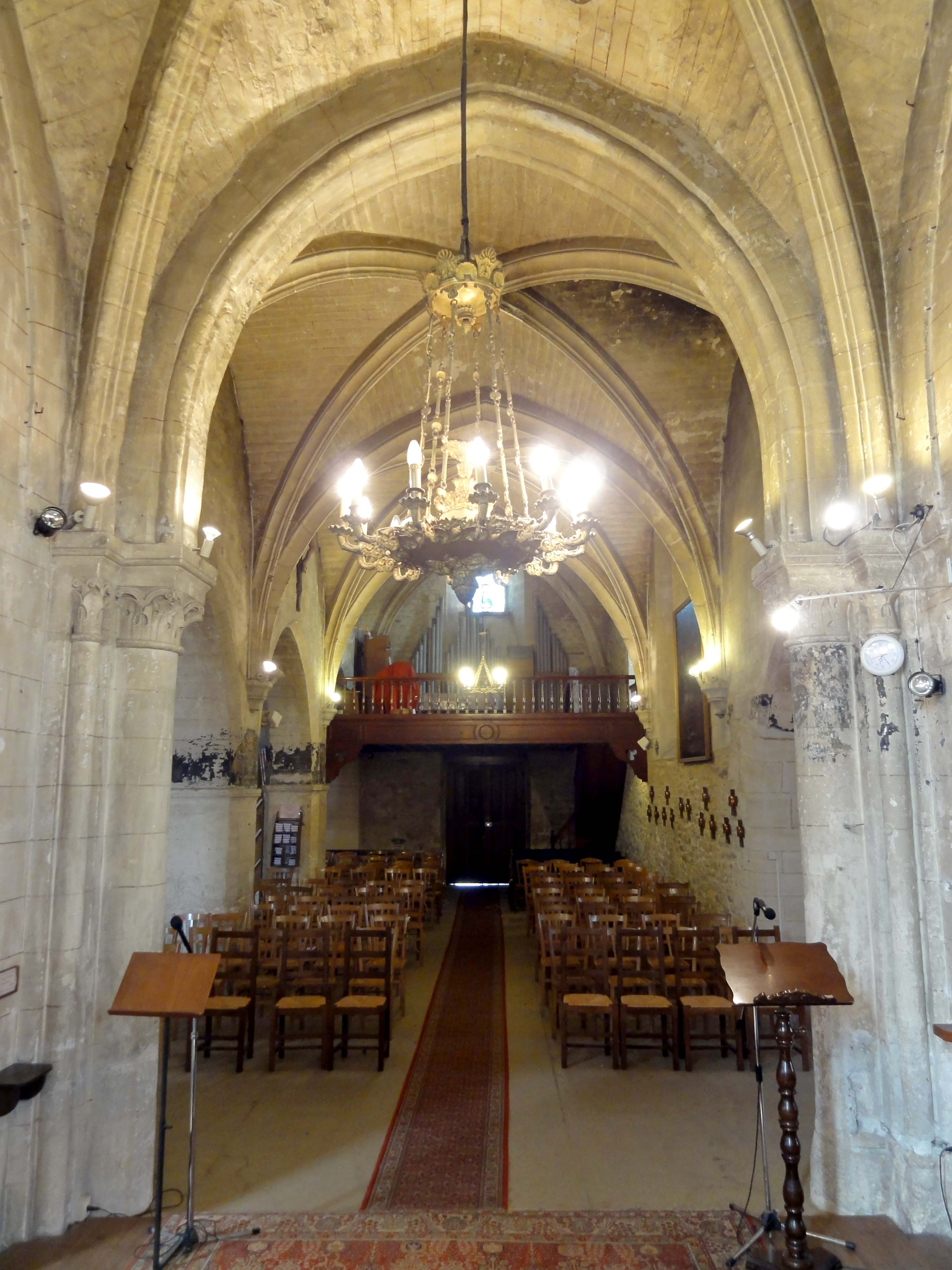
Chœur, vue vers l'ouest.

Au début du XIXe siècle, un petit clocher de charpente sommée d'une fine flèche est édifiée au-dessus de la travée droite du chœur. Au même moment, la couverture de l'église est refaite en ardoise. Initialement elle était sans doute en tuiles plates du pays. La cloche ne date que de 1871, et a été fondue par Hildebrandt, fondeur de cloches à Paris. Elle porte l'inscription suivante : « Le 21 avril 1872 j’ai été bénite par M. l'abbé Mention, curé de la paroisse, M. Sévin, curé de Saint-Sauveur, M. l'abbé Clin, curé de La Chapelle-en-Serval, M. Pain, curé de Gouvieux, M. Lachapelle, curé de Coye, et M. Chrétien, curé de Pontarmé. J’ai été nommée Marie-Émilie par M. Canny, maire de la commune d'Orry-la-Ville, et Mme Eloïska Pieutkevitch-Loffing, mes parrain et marraine ; M. Riché, adjoint ; MM. Painchaux, Delaunay, Brûlé, Meunier Philippe, Merlant Loffing, Dubois, Petit, Meunier, Milleret, conseillers municipaux. Je suis due à la générosité des habitants et à MM. le duc d'Aumale et Millot ». Un Christ en croix est représenté sur la cloche en bas-relief, ainsi que la Vierge Marie et saint Nicolas. — Quand Louis Graves passe par Orry-la-Ville vers 1840, le cimetière se trouve déjà à son emplacement actuel, en-dehors de l'agglomération. C'est peut-être son emplacement primitif, s'expliquant par l'existence ancienne de la chapelle Saint-Rieul en ce lieu, depuis longtemps disparue. Malgré l'interdiction d'enterrer dans les églises au milieu du XVIIIe siècle, au moins une personne est encore inhumée dans l'église au XIXe siècle. Il s'agit de Marie Marguerite Mejasson, épouse Jouard, morte le 10 janvier 1840. Une autorisation spéciale a dû être exigé, comme on l'a accordée parfois aux bienfaiteurs des églises. Huit autres pierres tombales pavent le sol de la dernière travée du bas-côté sud, dont l'une date de 1663, et une autre de 1671. — Des vitraux polychromes sont offerts à l'église par les fidèles à de différentes occasions ; ils sont tous dissemblables et datent des dernières années avant la Première Guerre mondiale, de 1936 et de la fin du XXe siècle.
L'église Notre-Dame a été inscrite au titre des monuments historiques par arrêté du 21 mai 1970. Une restauration des extérieurs de l'église a lieu à cette époque ; elle se poursuit par une seconde campagne vers 1980. Le 10 octobre 2008, un début de feu endommage les boiseries dans l'angle sud-est de la chapelle latérale nord. L'investigation révèle que la raison est un court-circuit électrique. Neuf jours plus tard, un vandale enclenche un petit feu, quand il glisse un emballage et deux cierges dans le vase de fleurs se trouvant devant l'autel de la Vierge vers 10 h. Heureusement le feu s'éteint de lui-même, avant que ses traces ne soient découvertes vers 15 h. Le 7 février suivant, un feu se manifeste pour la troisième fois. La cause n'est pas identifiée, mais sous l'impulsion de l'assureur, décision est prise de maintenir désormais l'église fermée en dehors des célébrations du culte. Après la prise de cette mesure, une effraction avec vol est commise le dimanche 26 avril 2009. Les portes d'entrée côté mairie et de la sacristie sont forcées, le tabernacle ouvert, le ciboire, le calice et d'autres objets liturgiques en or sont volés. L'enquête menée par la gendarmerie n'aboutit pas, et montre seulement des parallèles avec des vols selon le même mode opératoire dans deux autres églises de la région. — Au mois de juillet 2011, l'élévation nord est restaurée avec le concours de l'association Concordia, qui organise un chantier de jeunes, faisant intervenir douze étudiants provenant de différents pays, dont l'Allemagne, l'Angleterre, l'Espagne, le Japon, la Pologne et la Russie. Ce chantier est placé sous la surveillance d'un architecte des bâtiments de France, et porte notamment sur une reprise des parties basses des murs, avec enlèvement du ciment employé indûment lors des restaurations précédentes, puis le remplacement de certaines pierres, et un rejointoiement. La première période de trois semaines n'ayant pas suffi, deux autres chantiers de jeunes ont été organisés avec Concordia pendant les étés de 2012 et 2013.
Le siège épiscopal de Senlis n'est plus pourvu après la Révolution française. Le département de l'Oise est provisoirement rattaché tout en entier au diocèse de Beauvais, qui perd ses territoires à l'extérieur du département. Le concordat de 1801, qui officialise la légalisation de la pratique du culte, apporte le rattachement de l'Oise au diocèse d'Amiens. Depuis le rétablissement du diocèse de Beauvais en 1822, la paroisse d'Orry-la-Ville en fait définitivement partie. Elle perd son indépendance avec la définition de quarante-cinq nouvelles paroisses en 1996. En réaction au manque de prêtres, ce sont souvent de très grandes paroisses avec, en moyenne, quinze à vingt clochers par prêtre. Orry-la-Ville est rattachée à la paroisse du Saint-Esprit du Serval, dont le curé réside au prieuré de Mortefontaine. La paroisse du Saint-Esprit regroupe six communes seulement, ce qui est rare pour un secteur qui ne comporte aucune commune atteignant les 4 000 habitants. L'église principale de la paroisse est l'église Saint-Martin de Plailly, où la messe dominicale de 11 h 00 est célébrée de septembre à juin. Avec Plailly, l'église Notre-Dame est la seule église de la paroisse qui bénéficie d'une messe dominicale chaque semaine. Elle se tient le dimanche à 9 h 30 les mois impairs, et le samedi à 18 h 30 les mois pairs, de sorte que les messes dans les quatre autres églises (La Chapelle-en-Serval, Mortefontaine, Pontarmé et Thiers-sur-Thève) ont lieu le samedi soir ou le dimanche matin en fonction des mois. Pendant les mois de juillet et août, la périodicité des messes est réduite.

## Description

### Aperçu général

Plan de l'église.

Orientée à peu près régulièrement, avec une dérivation de l'axe de l'édifice vers le nord-est du côté du chevet, l'église Notre-Dame répond à un plan dissymétrique et se présente d'une façon tout à fait différente au nord et au sud. Elle se compose d'une nef de trois travées ; d'un chœur comportant une travée droite et une abside en hémicycle ; d'un bas-côté sud accompagnant la nef et la première travée du chœur au sud ; d'une chapelle de deux travées accompagnant la dernière travée de la nef et la travée droite du chœur au nord ; et de la sacristie, dans l'angle entre la chapelle et l'abside. Elle est accessible depuis l'abside. La grande chapelle du nord est dédiée à la Vierge ; l'extrémité orientale du bas-côté sud représente la chapelle Saint-Nicolas. Le clocher en charpente est assis à sur le toit du vaisseau central, au niveau de la première travée du chœur. À l'exception du bas-côté sud, qui est simplement plafonné et ne montre aucune subdivision, toute l'église est voûté d'ogives. La sacristie est quant à elle voûtée en berceau brisé dans le sens est-ouest. Le voûtement de la nef a été réalisé après coup. L'église possède trois accès, à savoir une petite porte à l'ouest de la chapelle nord, le portail occidental de la nef et le petit portail latéral du bas-côté sud, qui est habituellement utilisé. Dans l'angle sud-ouest du bas-côté, un escalier en colimaçon dessert les combles.

### Intérieur

#### Nef et bas-côté sud

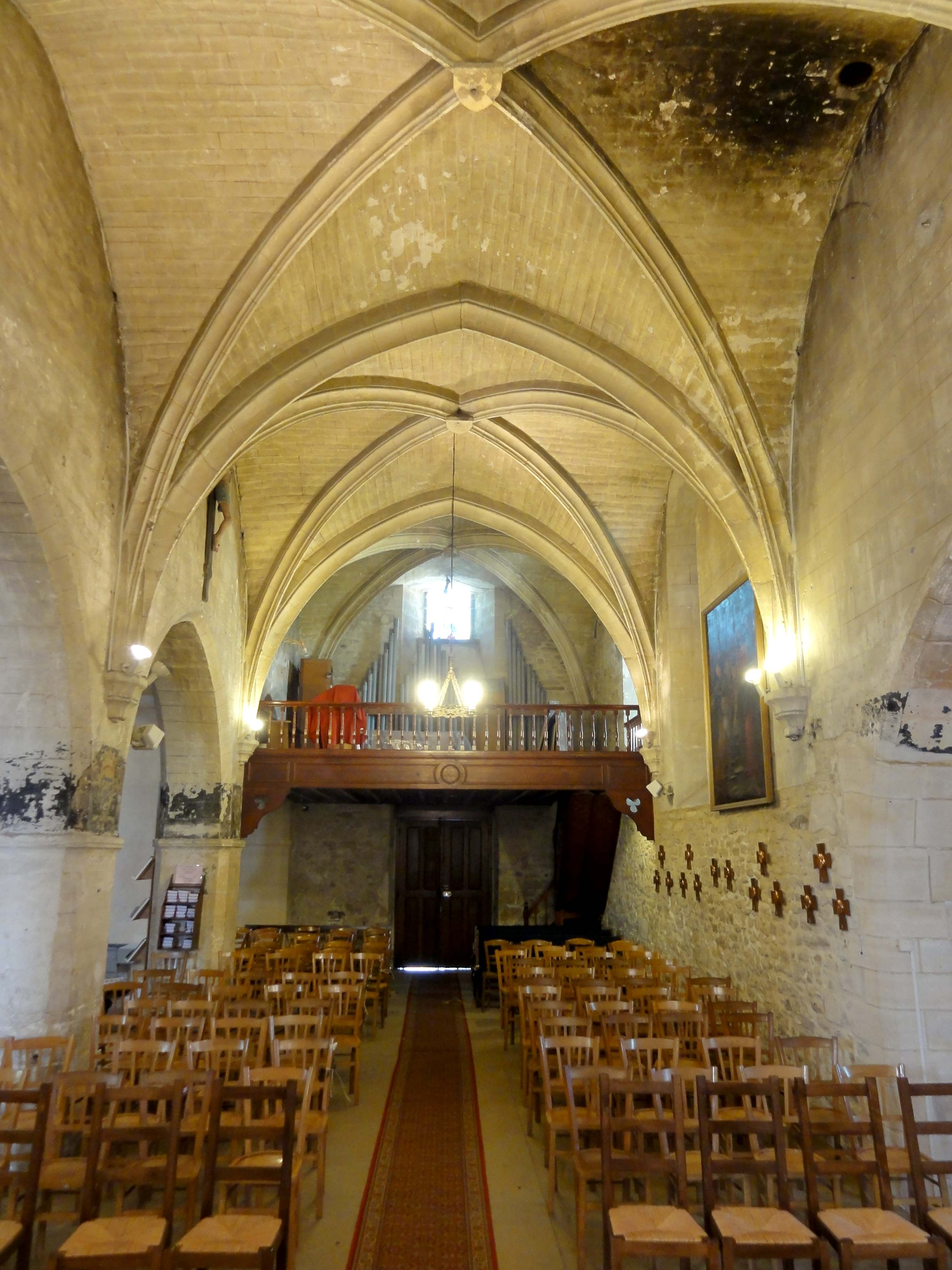
Nef, vue vers l'ouest.

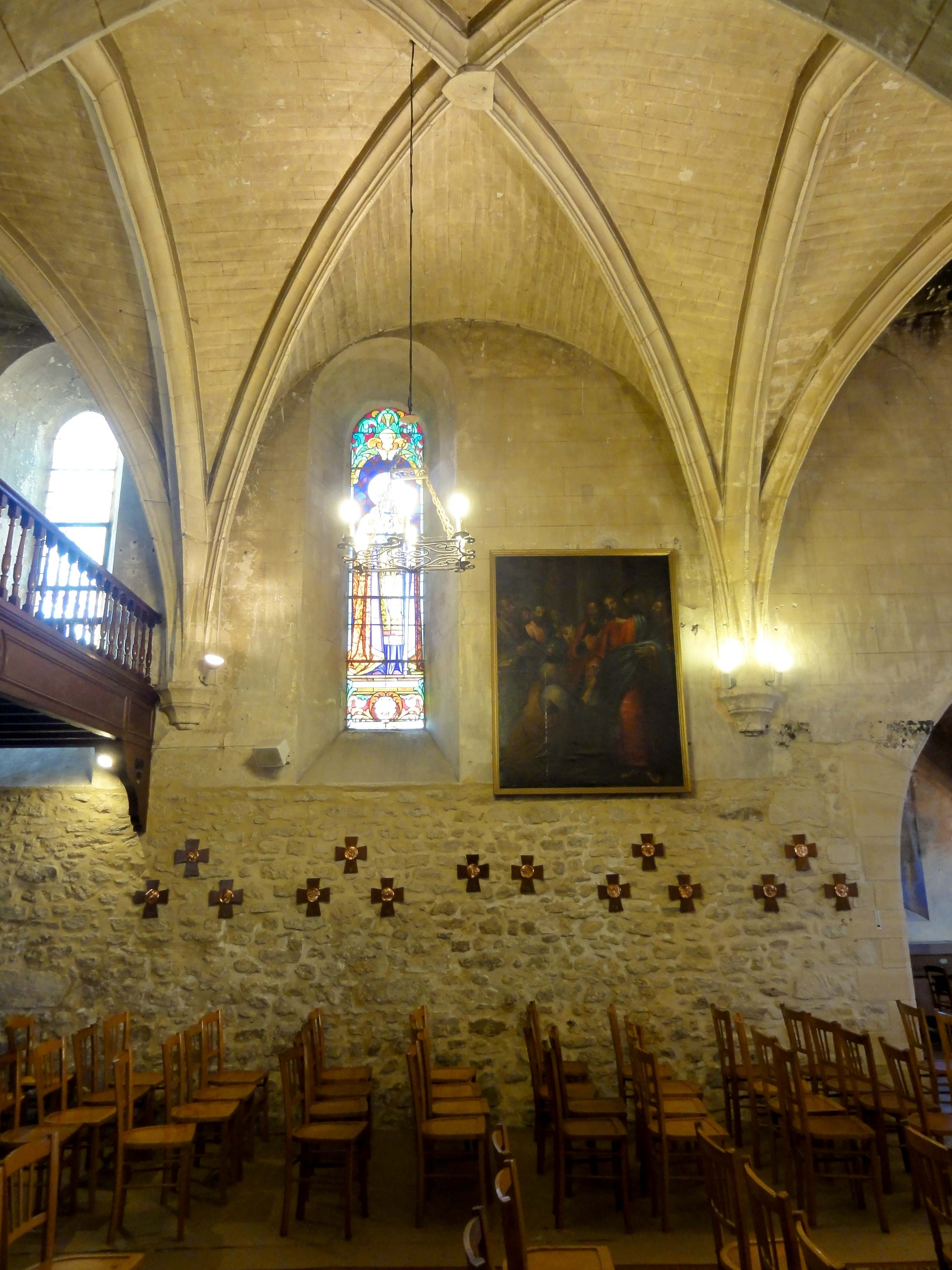
Nef, 2e travée, côté nord.

La nef, tout comme la chapelle de la Vierge et la première travée du chœur, manque d'éclairage naturel et est assez sombre, bien qu'une fenêtre existe en haut du mur occidental, et deux autres au nord des deux premières travées. En effet, la fenêtre occidentale est pour moitié obturée par la voûte, et la tribune occidentale encombre la première travée et absorbe de la lumière. Les trois fenêtres de la nef sont d'origine et affichent un arc brisé, ce qui traduit sans doute une date de construction légèrement plus tardive que pour le chœur, où les fenêtres sont en plein cintre, comme à la période romane. Dominique Vermand signale que deux fenêtres bouchées du XIIe siècle sont visibles dans les combles du bas-côté sud. Avant le percement des grandes arcades et l'adjonction des bas-côtés, la nef était donc plus lumineuse. Les arcades sont en arc brisé et ne sont pas moulurées, mais seulement chanfreinées, et les piliers sont dépourvus de chapiteaux, ce qui dans la région indique généralement des arcades aménagées après coup, comme à Saint-Vaast-de-Longmont. Il est toutefois possible que les arcades ont été construites lors d'une reprise en sous-œuvre au lieu d'être simplement percées, car les piliers portent des tailloirs proéminents et moulurés assez simplement d'une gorge, d'un filet et d'une plate-bande. Les trois voûtes d'ogives sont dépourvues de formerets, ce qui est généralement le signe d'un voûtement secondaire, sauf à la période du premier voûtement d'ogives et parfois dans les bas-côtés.
En même temps, le profil prismatique aigu des ogives et doubleaux indique le style gothique flamboyant de la fin du XVe siècle et de la première moitié du XVIe siècle. La première clé de voûte est sculptée d'une fleur à deux corolles ; les deux autres portent des écus effacés. Les arcs d'inscription des voûtes sont en tiers-point, et il n'y a pas encore de marques de l'influence du style Renaissance : probablement le voûtement est largement antérieur au milieu du XVIe siècle. Les nervures des voûtes retombent sur des culs-de-lampe seulement moulurés, au lieu d'être sculptés. En ce qui concerne le dallage du sol, il disparaît sous un plancher moderne. En résumé, hormis les fenêtres, aucun élément de la nef ne rappelle plus le style gothique primitif de sa période de construction. La nef de l'église Notre-Dame est une construction simple et fonctionnelle, sans aucune particularité architecturale qui la distinguerait du grand nombre d'autres petites églises rurales de la région. À plus forte raison, on peut faire le même constat pour le bas-côté sud, dont le plafond plat coupe disgracieusement le sommet des grandes arcades. Il y a une fenêtre en plein cintre au sud de la première travée, et deux fenêtres en arc légèrement brisé au sud de la troisième travée, ainsi qu'au chevet de la quatrième travée, légèrement plus courte que les autres. La seconde travée comporte la porte. À la limite entre la troisième et la dernière travée, le pilier est épaulé par un contrefort en raison du voûtement d'ogives du chœur. Hormis ce détail et les grandes arcades, rien ne permet la distinction des travées, et il n'y a aucun détail remarquable à signaler. On peut s'étonner de la simplicité et des dimensions réduites de l'église, car nombreux sont les villages extrêmement modestes qui possèdent des églises plus grandes et plus représentatives : Angicourt, Cauffry, Fosses, Foulangues, Saint-Vaast-de-Longmont, pour ne citer que quelques exemples.

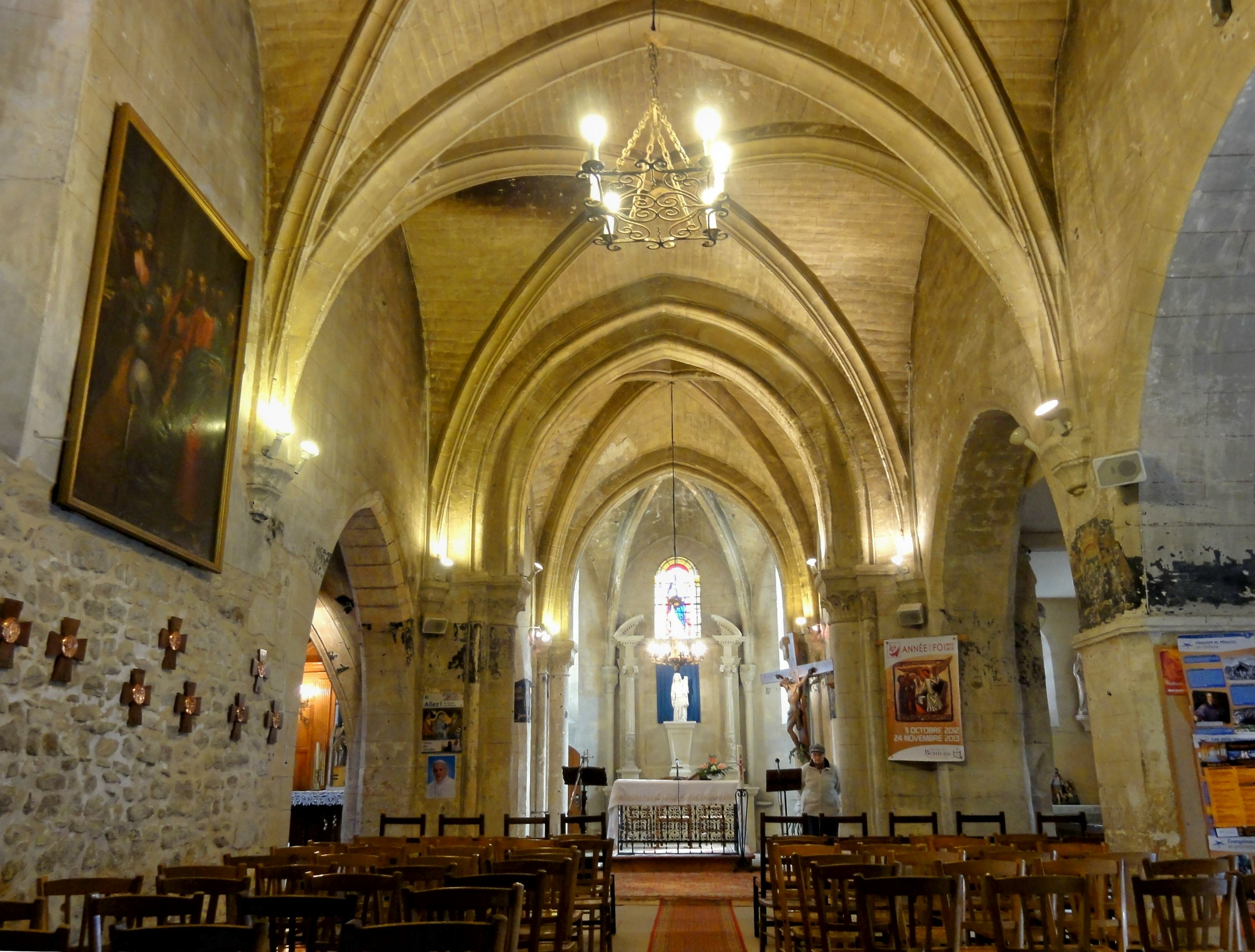
Nef, vue vers l'est.
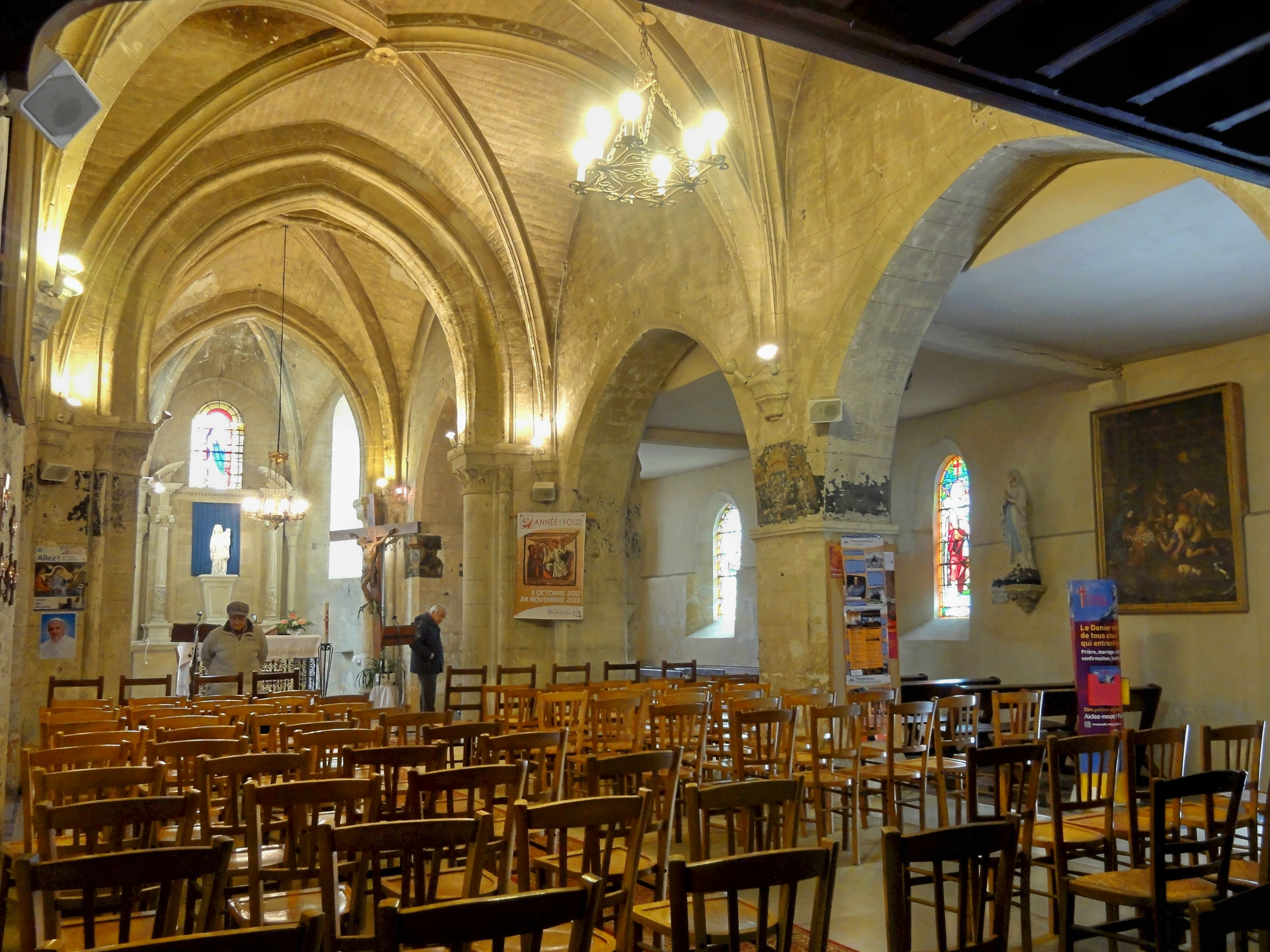
Nef, vue vers le sud-est.
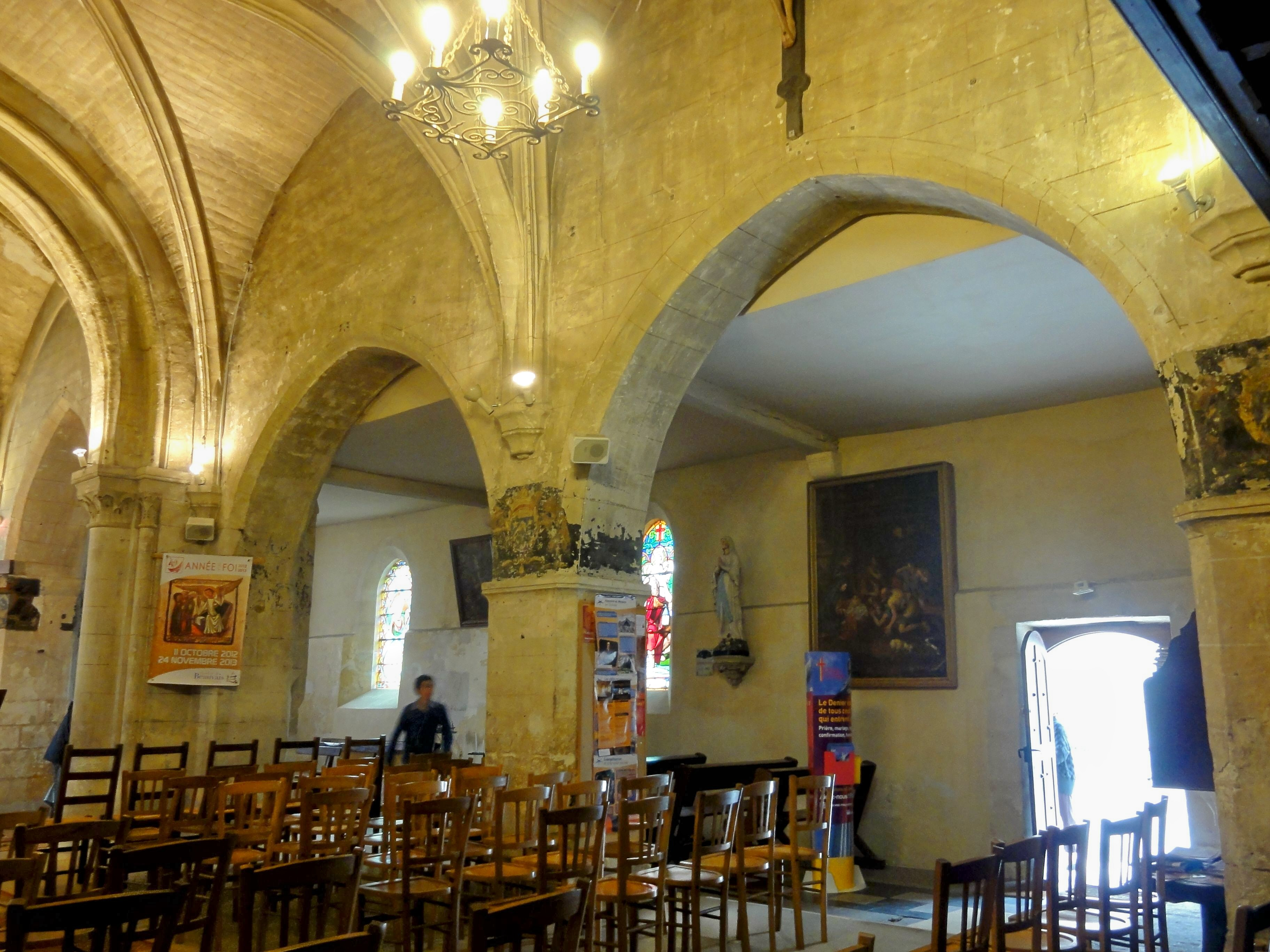
2e et 3e arcade du sud.
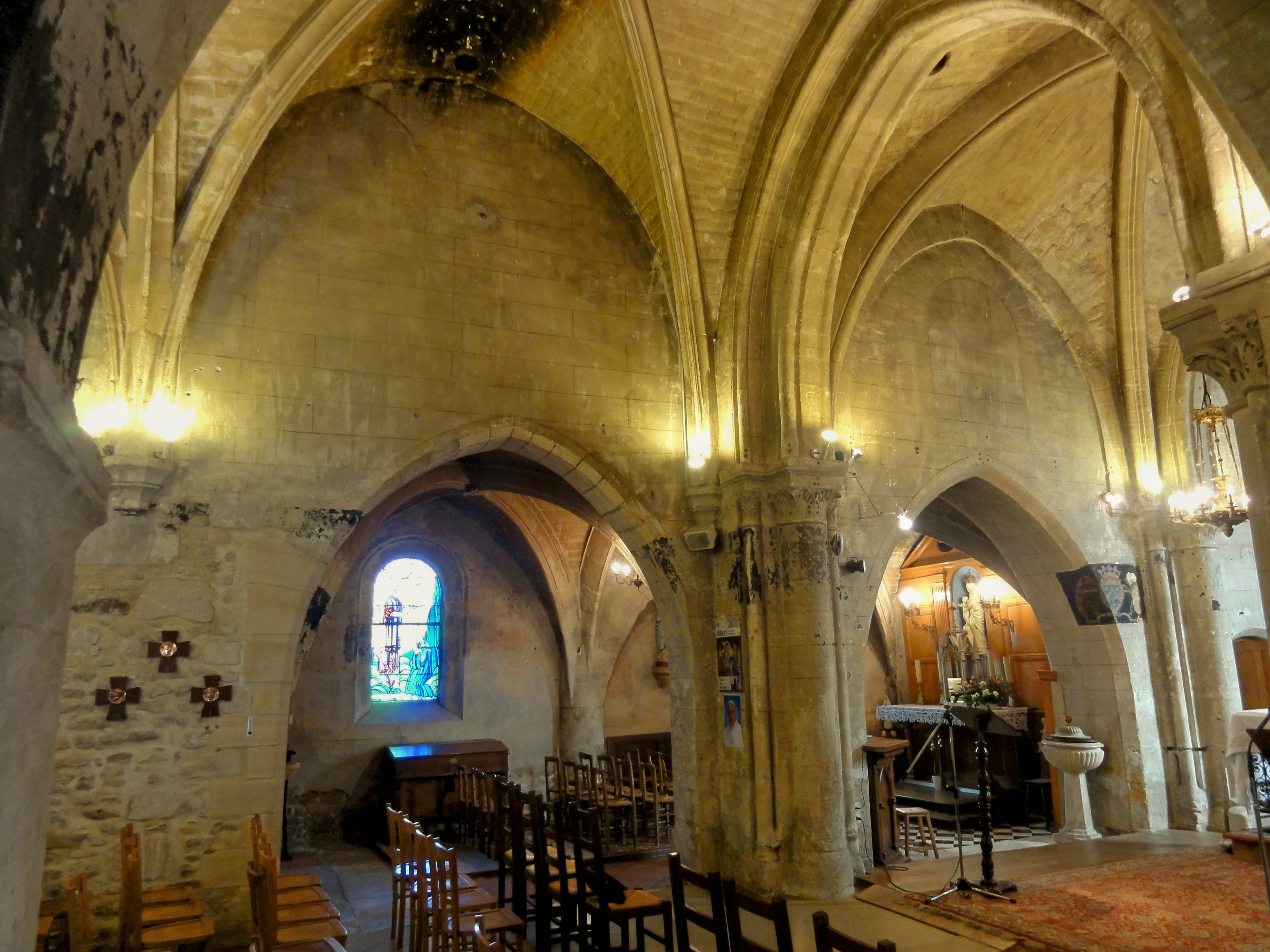
Grandes arcades du nord.
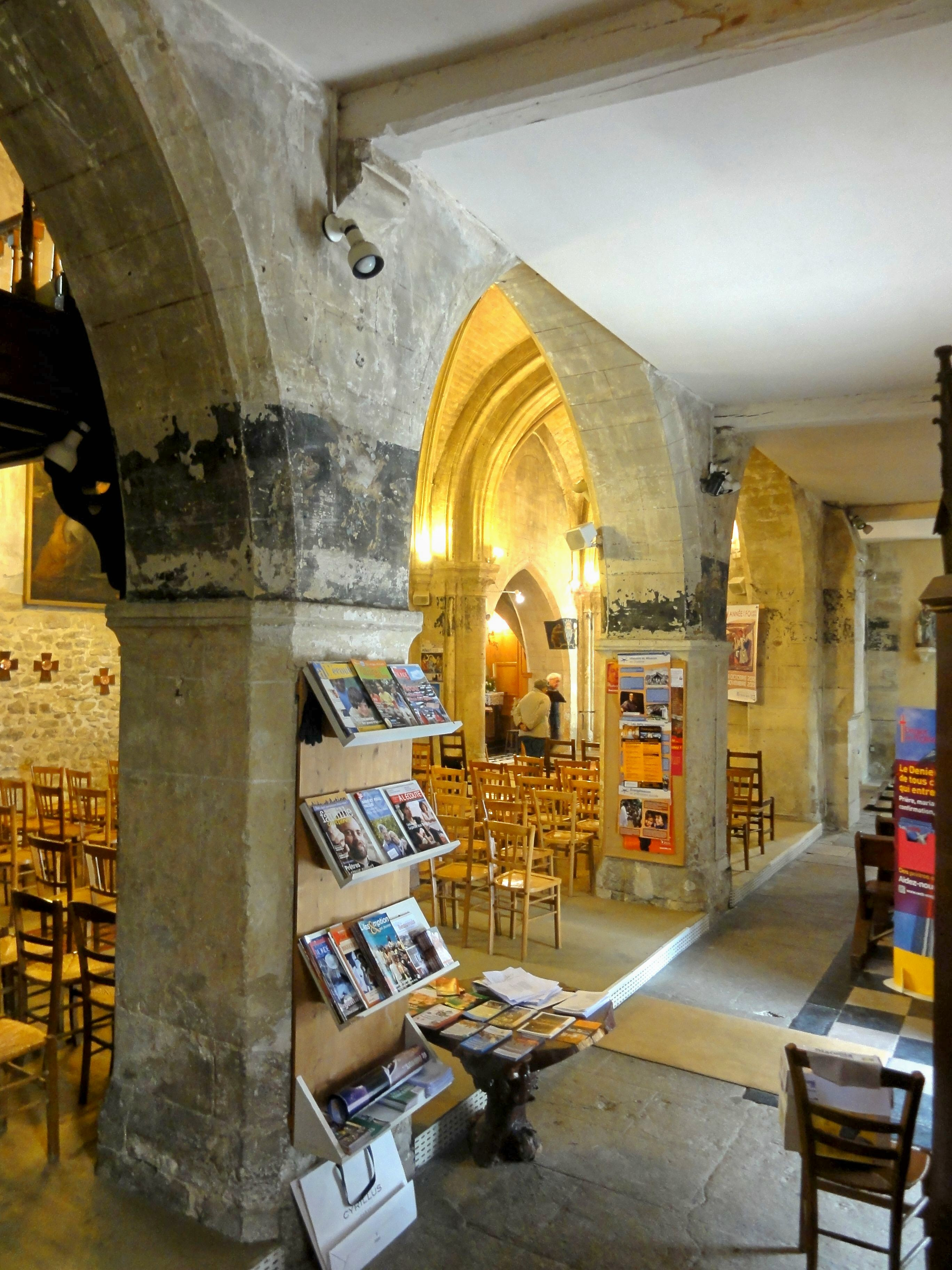
Bas-côté sud.
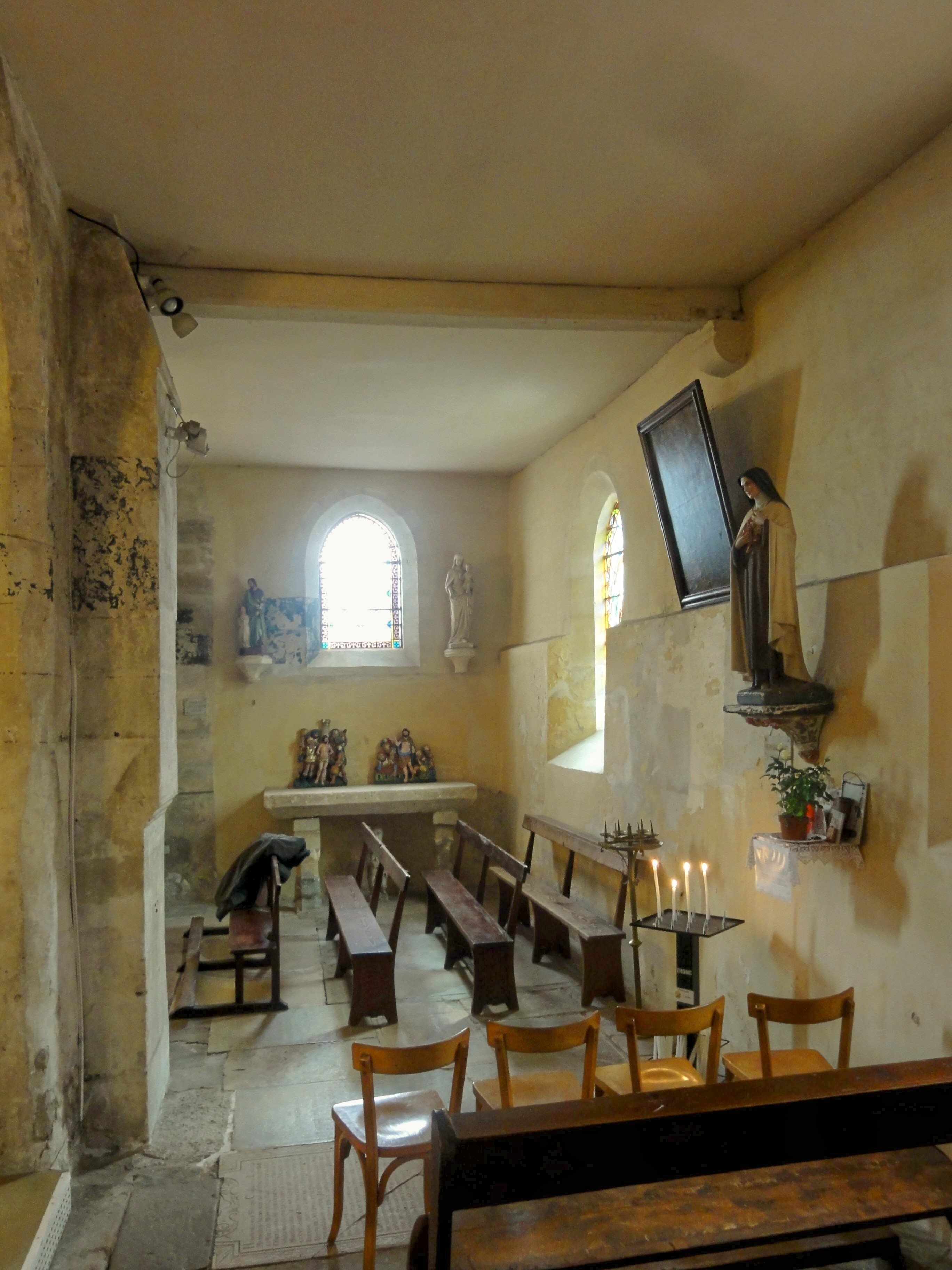
Bas-côté sud.

#### Chapelle de la Vierge
La chapelle de la Vierge est très basse, et ses deux fenêtres, pourtant proches du sol, s'inscrivent presque entièrement dans la lunette des voûtes. Les baies sont entourées d'un gros boudin, ce qui est en quelque sorte l'envers de leur mouluration extérieure, où les baies sont entourées d'une gorge. Les deux voûtes sont en tiers-point. Elles sont séparées d'un doubleau qui affiche un profil prismatique aigu, tout comme les ogives. Il se fond dans deux piliers engagés au nord et au sud, dans lequel pénètrent également les ogives. Dans les angles, les ogives butent par contre sur des culots non décorées. Il n'y a pas de formerets, ni de bases, mais de simples cubes au pied des piliers. Les clés de voûte, qui sont assez similaires toutes les deux, présentent des fleurs à deux corolles, chacune avec deux pétales. Les pétales à l'arrière-plan se terminent par une pointe, et indiquent l'esthétique flamboyant. Seul l'arc en plein cintre des fenêtres ne concorde pas avec le style flamboyant.

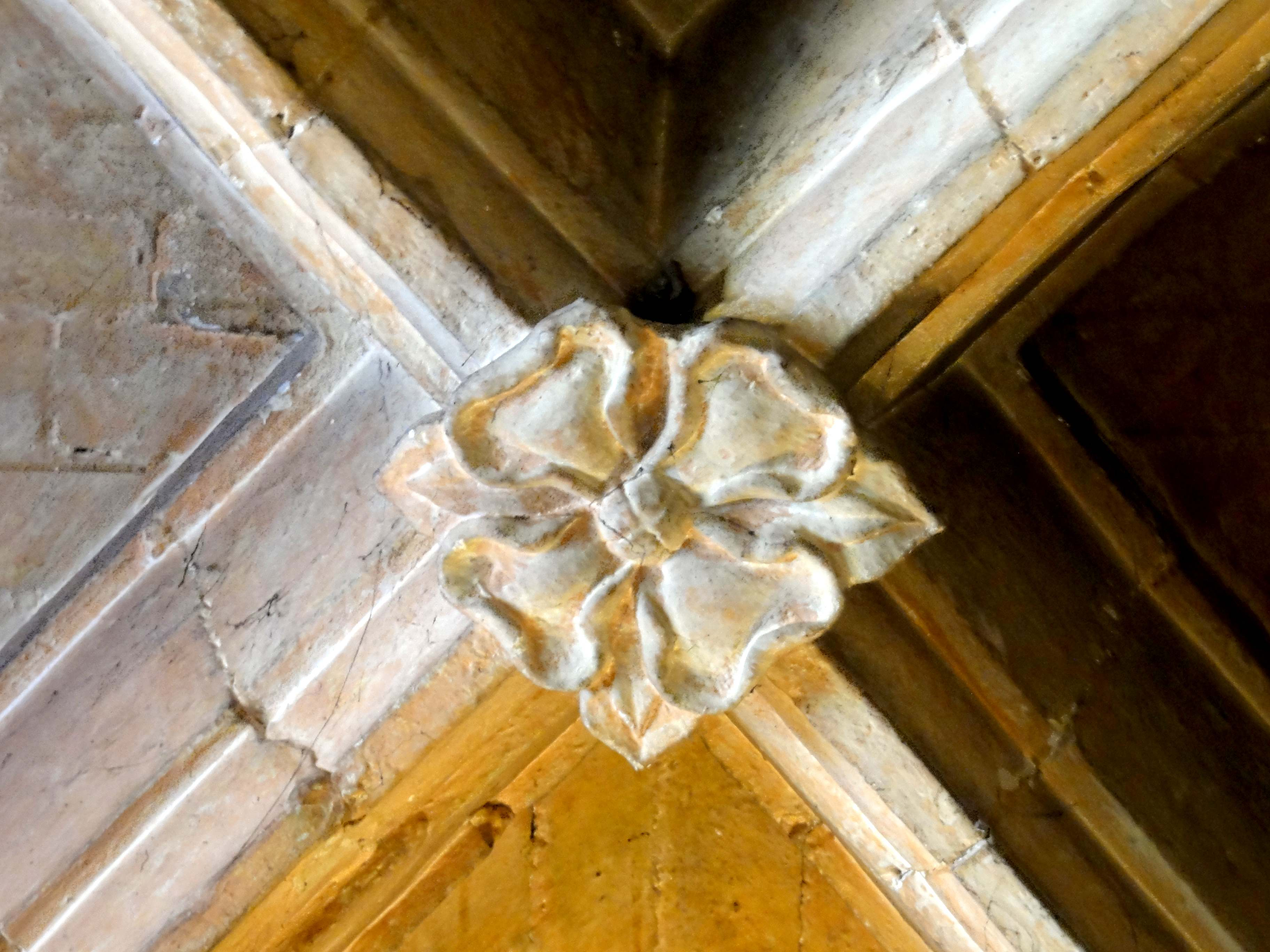
Clé de voûte de la 1re travée.
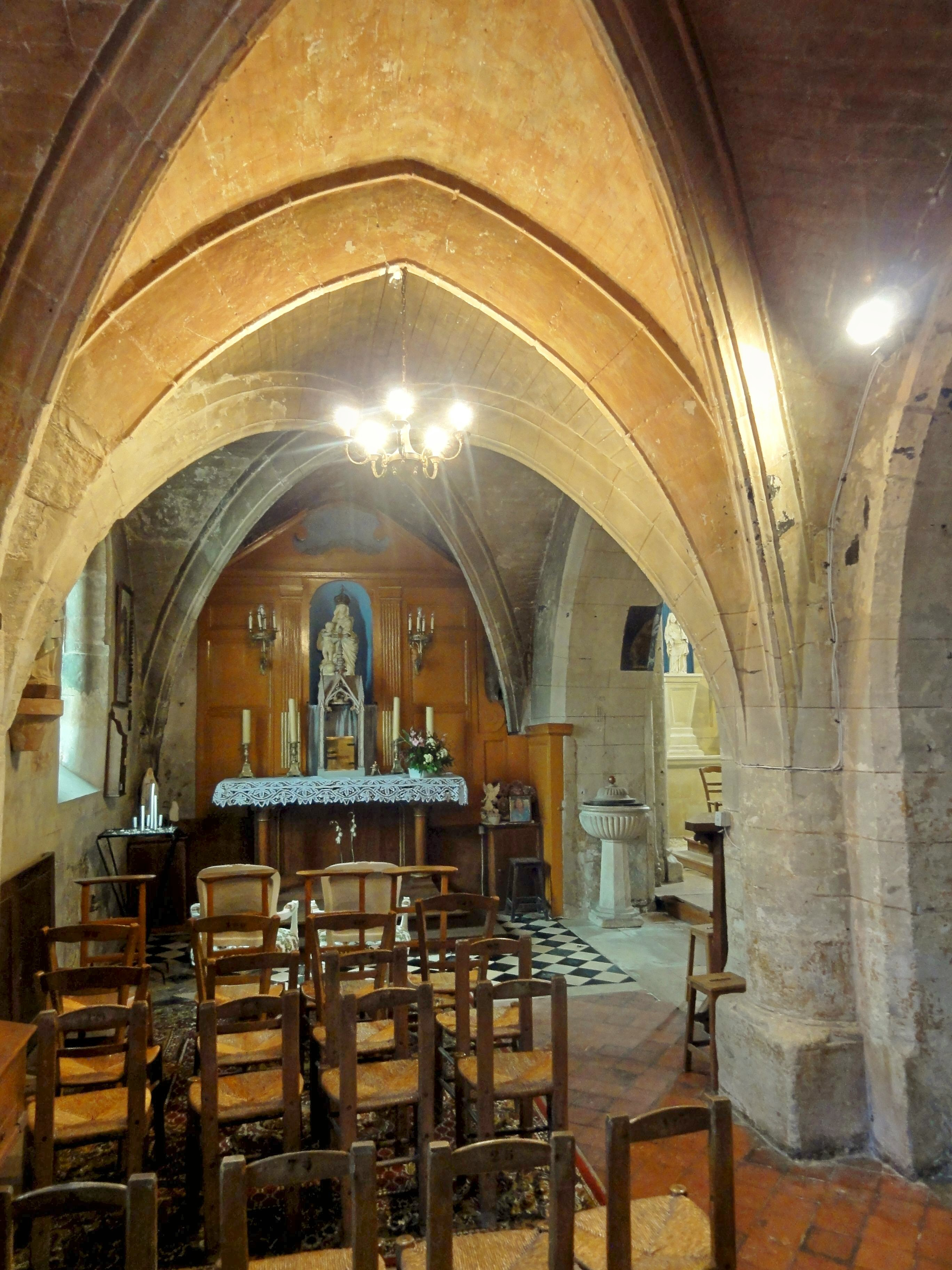
Vue vers l'est.
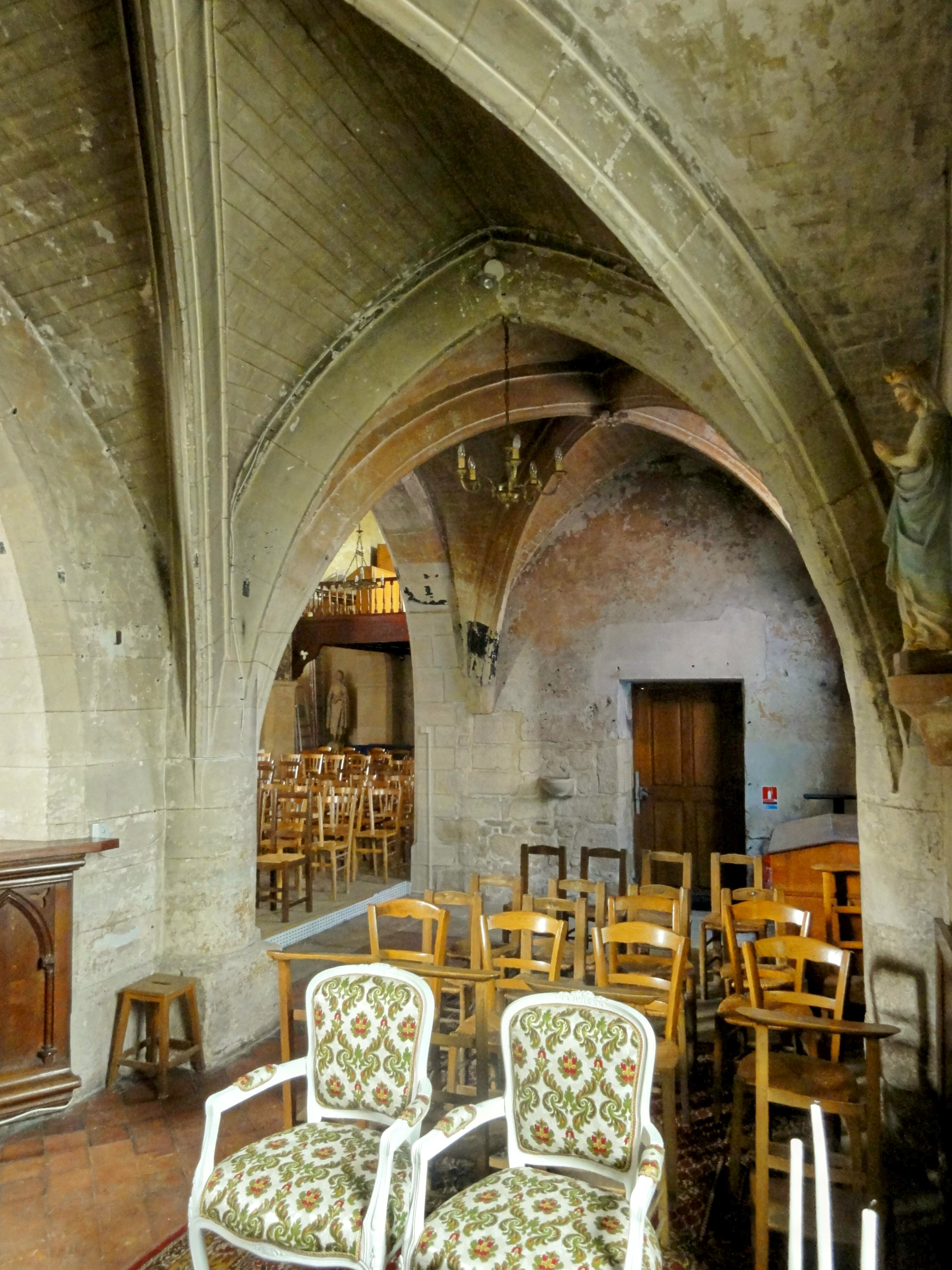
Vue vers l'ouest.
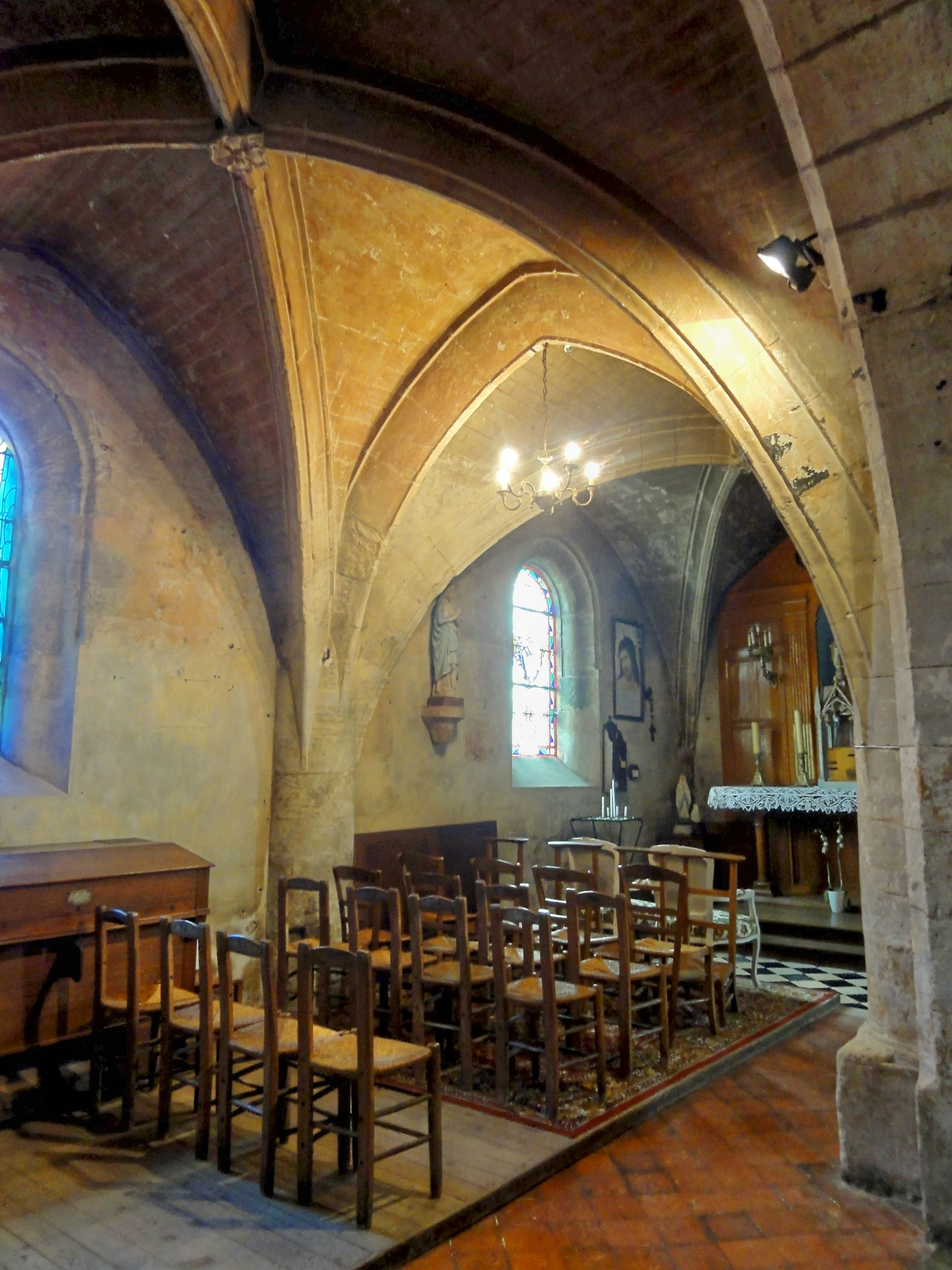
1re travée, vue depuis la nef.
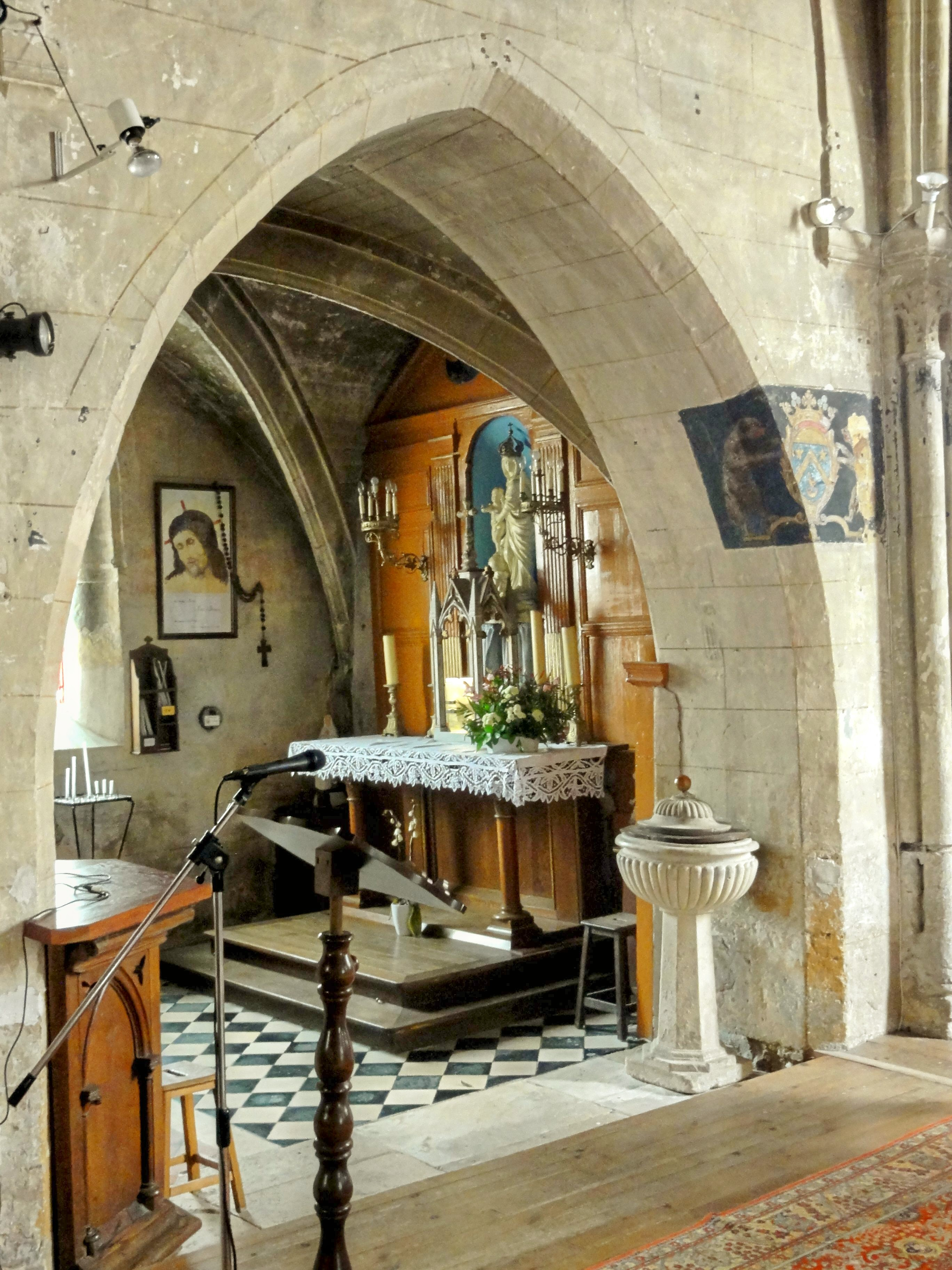
2e travée, vue depuis le chœur.
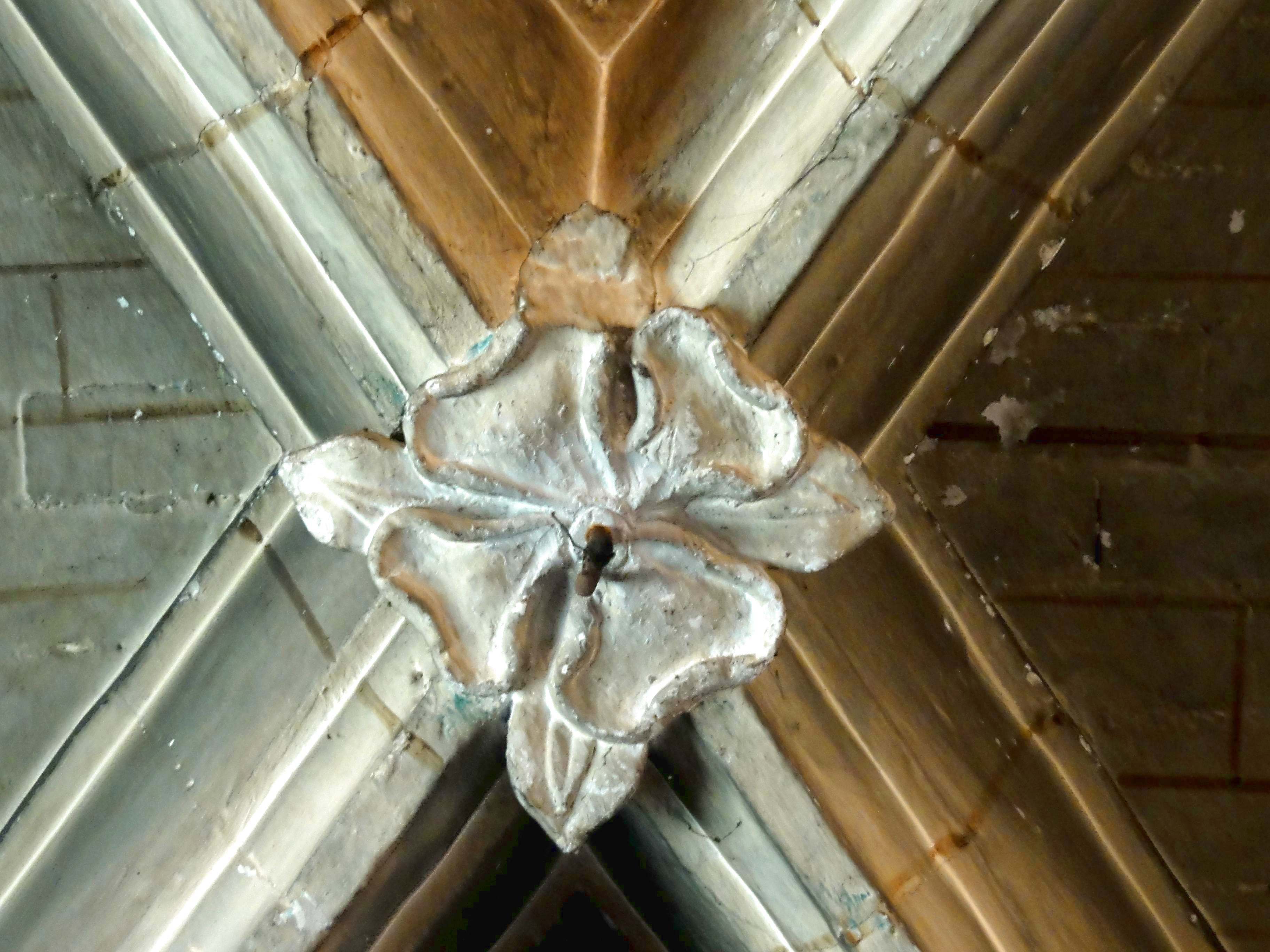
Clé de voûte de la 2e travée.

#### Chœur

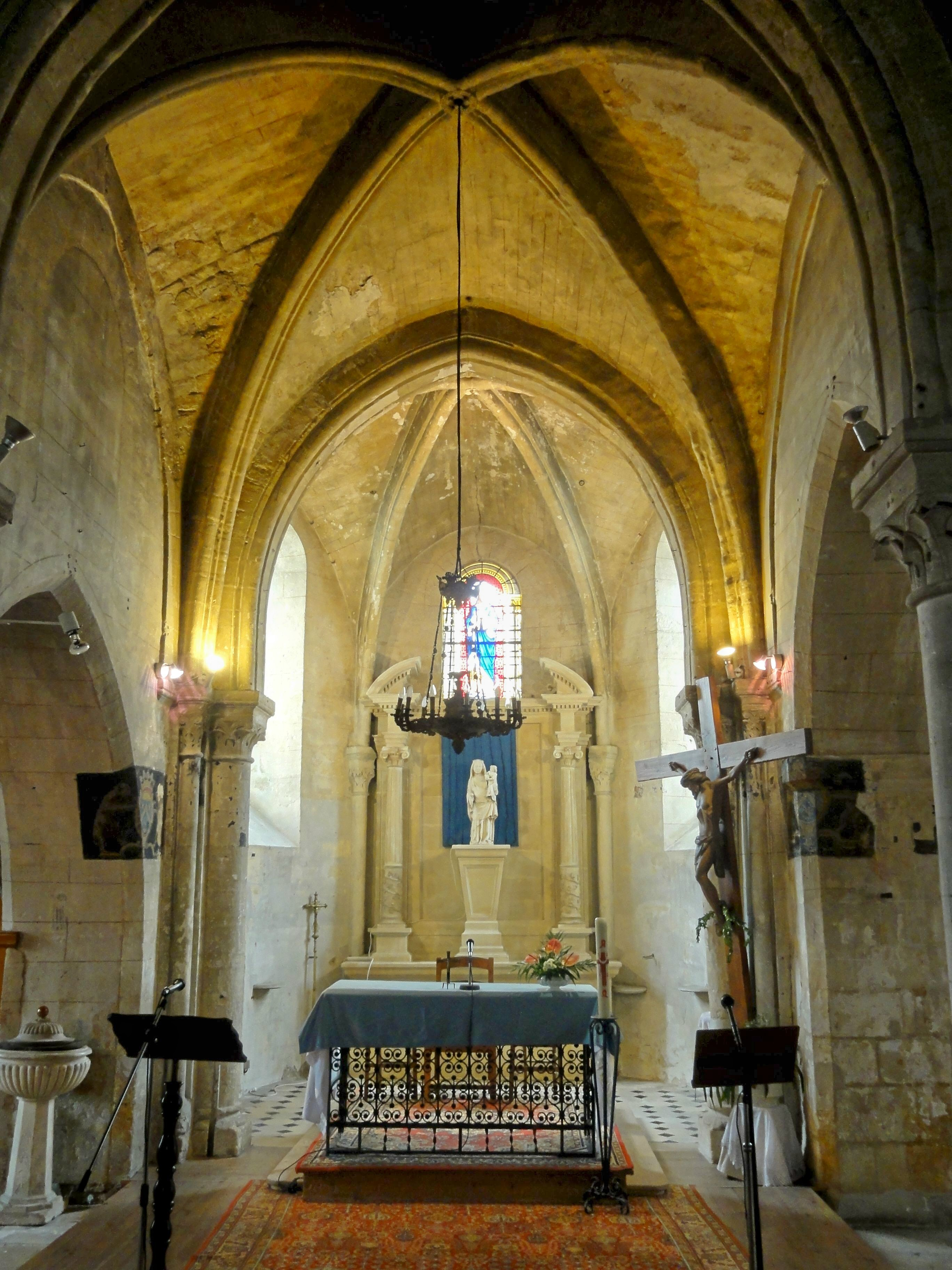
Chœur, vue vers l'est.

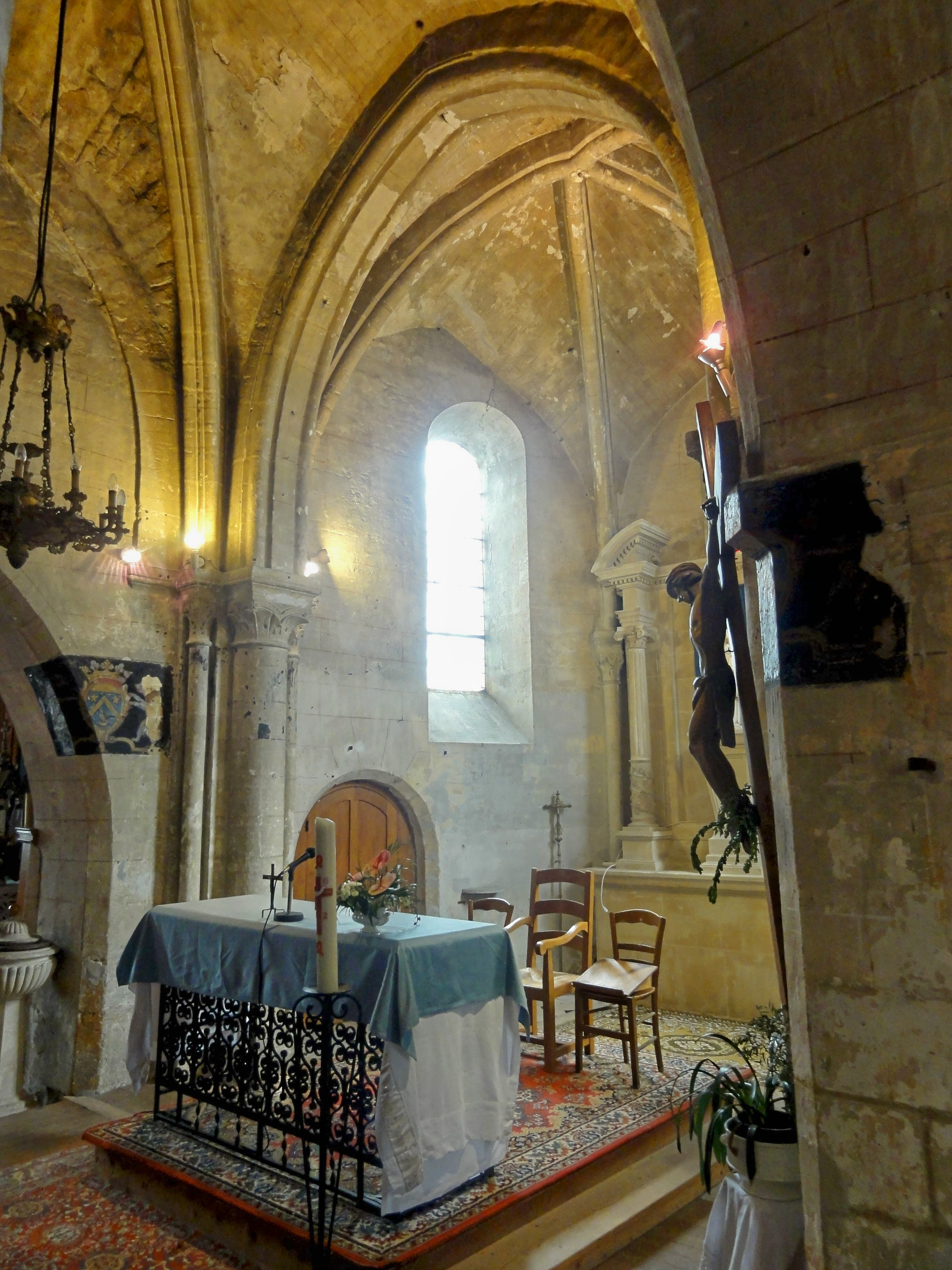
Vue vers le nord-est sur le doubleau intermédiaire.

Les deux colonnettes précédant l'arc triomphal ouvrant dans le chœur sont placées légèrement en avant des murs de la nef, car le chœur est légèrement plus étroit. Il est cependant voûté à la même hauteur que la nef, ou plutôt, la hauteur des voûtes de la nef a été alignée sur celle du chœur. L'arc triomphal est en tiers-point et adopte un tracé surhaussé, c'est-à-dire, il comporte une courte section verticale près des tailloirs. Vers la nef, l'arc triomphal est à double rouleau, mais vers la première travée du chœur, ce n'est pas le cas. Il retombe donc, tant au nord qu'au sud, sur une fine colonnette et une colonne d'assez fort diamètre. Elle support le rouleau inférieur de l'arc triomphal, qui est mouluré d'un méplat entre deux tores, tandis que le rouleau supérieur est formé par un seul tore. Ce sont des profils très courants dès le début de la période gothique, et ils se trouvent déjà avant le milieu du XIIe siècle au massif occidental de la basilique Saint-Denis. La voûte de la travée droite du chœur a comme formerets de simples rangs de claveaux à peine saillants, et retombe sur une colonnette unique dans chaque angle. Ils sont analogues à celles qui supportent le rouleau supérieur de l'arc triomphal, et c'est sans doute à la faveur de faisceaux symétriques que les tailloirs sont orthogonaux, au lieu d'être implantés de biais pour faire face aux ogives. La sculpture des chapiteaux met en scène des feuilles plates et des feuilles d'acanthe, motifs récurrents à l'époque, mais néanmoins traités avec soin et un coup de ciseau habile. On observe encore des volutes d'angle caractéristiques de la période romane. Quant aux ogives, elles sont au profil d'une fine arête entre deux tores, ce qui est un profil également répandue dès la fin de l'époque romane, comme à Saint-Étienne de Beauvais, Bury ou Foulangues. La clé de voûte est une petite fleur à quatre pétales, entourée d'une ligne brisée où des points figurent dans les intervalles. Toujours concernant la première travée, on peut encore mentionner la fenêtre en plein cintre bouchée au-dessus de l'arcade du nord. C'est la voûte de la chapelle qui a nécessité la suppression de la fenêtre. Au sud, l'arcade est plus haute, et on ne voit plus de traces d'une fenêtre. Le fait que les arcades soient dissemblables indique sans doute un percement après coup. Comme dans la nef, elles sont seulement chanfreinées.
Le doubleau ouvrant dans l'abside paraît identique à l'arc triomphal en regardant depuis la travée droite du chœur, mais il est différent du côté de l'abside, car il y a à la fois un deuxième rouleau avec ses deux colonnettes, et les deux colonnettes correspondant aux ogives. Le profil des ogives n'est pas non plus le même : ici, elles sont monotoriques, comme également dès la fin de la période romane à Béthisy-Saint-Pierre, Foulangues, et Saint-Étienne de Beauvais, ou au début de la période gothique, dans la base du clocher et l'absidiole de l'église de Luzarches. La clé de voûte n'est pas décorée, ce qui est également fréquent avant le dernier quart du XIIe siècle. Le chevet à trois pans donne une voûte de plan trapézoïdal à quatre voûtains, et la baie de l'axe de l'abside est flanquée de deux colonnettes à chapiteaux : Cette disposition, qui découle de la technique du voûtement, constitue aussi le seul ornement architectural du chœur. Les fenêtres, toutes les trois en plein cintre, ne sont pas décorées ; il n'y a pas de formerets, qui peuvent aussi apporter un effet décoratif ; et il n'y a pas non plus d'arcatures plaquées dans le soubassement des fenêtres. On note par contre la présence d'une litre funéraire, qui a été restaurée près du doubleau intermédiaire. Elle représente les armes de la famille Oursin, et a été peinte pour les funérailles de dame Oursin, marquise de Hérouville, vers la fin du XVIIe siècle. Le blasonnement est : « Porte d'azur à un chevron d'or accompagné en chef de deux étoiles d'or et en pointe d'un croissant d'or surmonté d'une colombe d'or, le tout en chef d'argent ». — Dans son ensemble, le chœur paraît sobre et harmonieux, bien proportionné, avec comme seul défaut, le désaxement des fenêtres de l'abside par rapport au sommet de la voûte,.

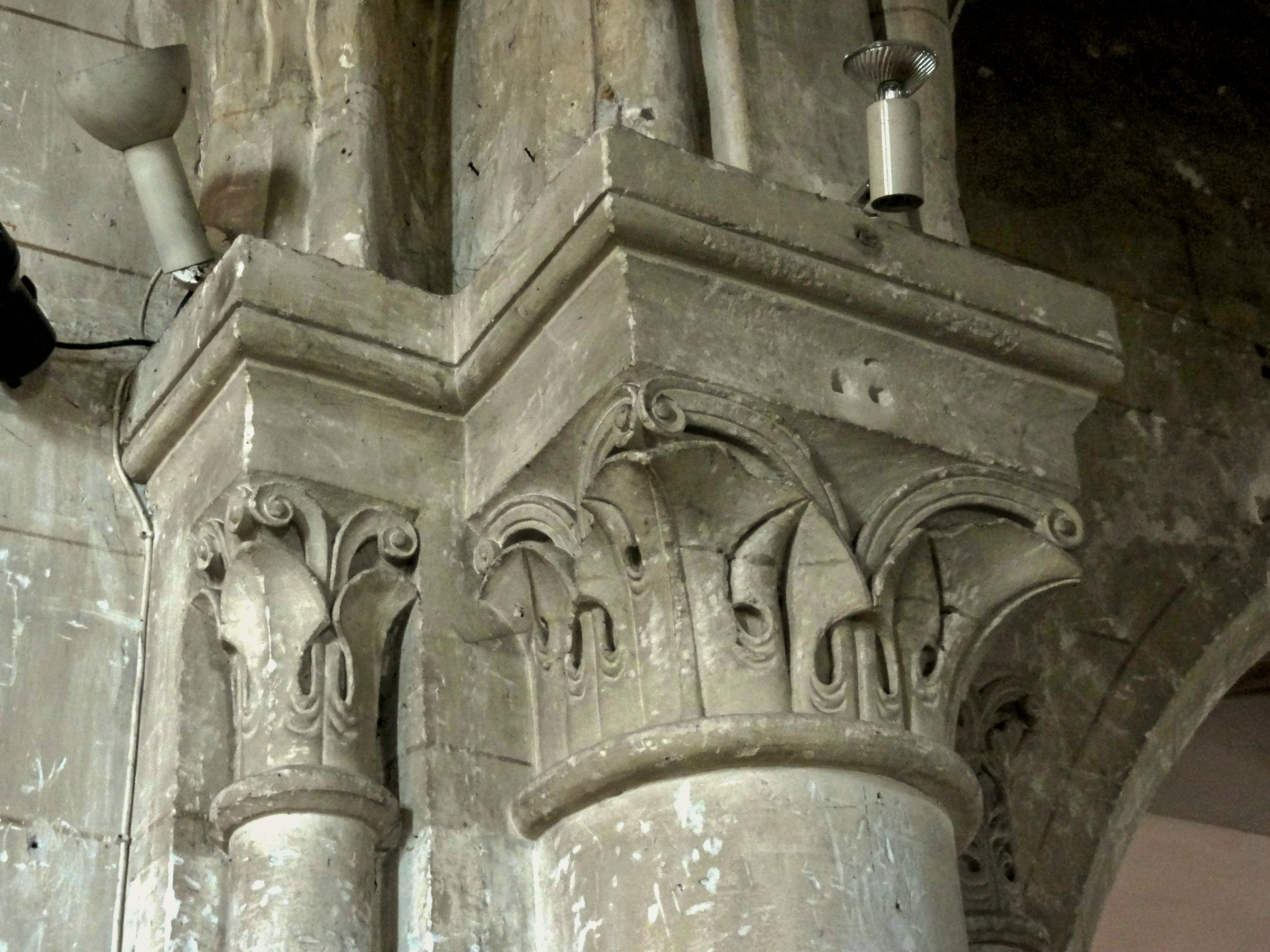
Arc triomphal, chapiteaux côté sud.
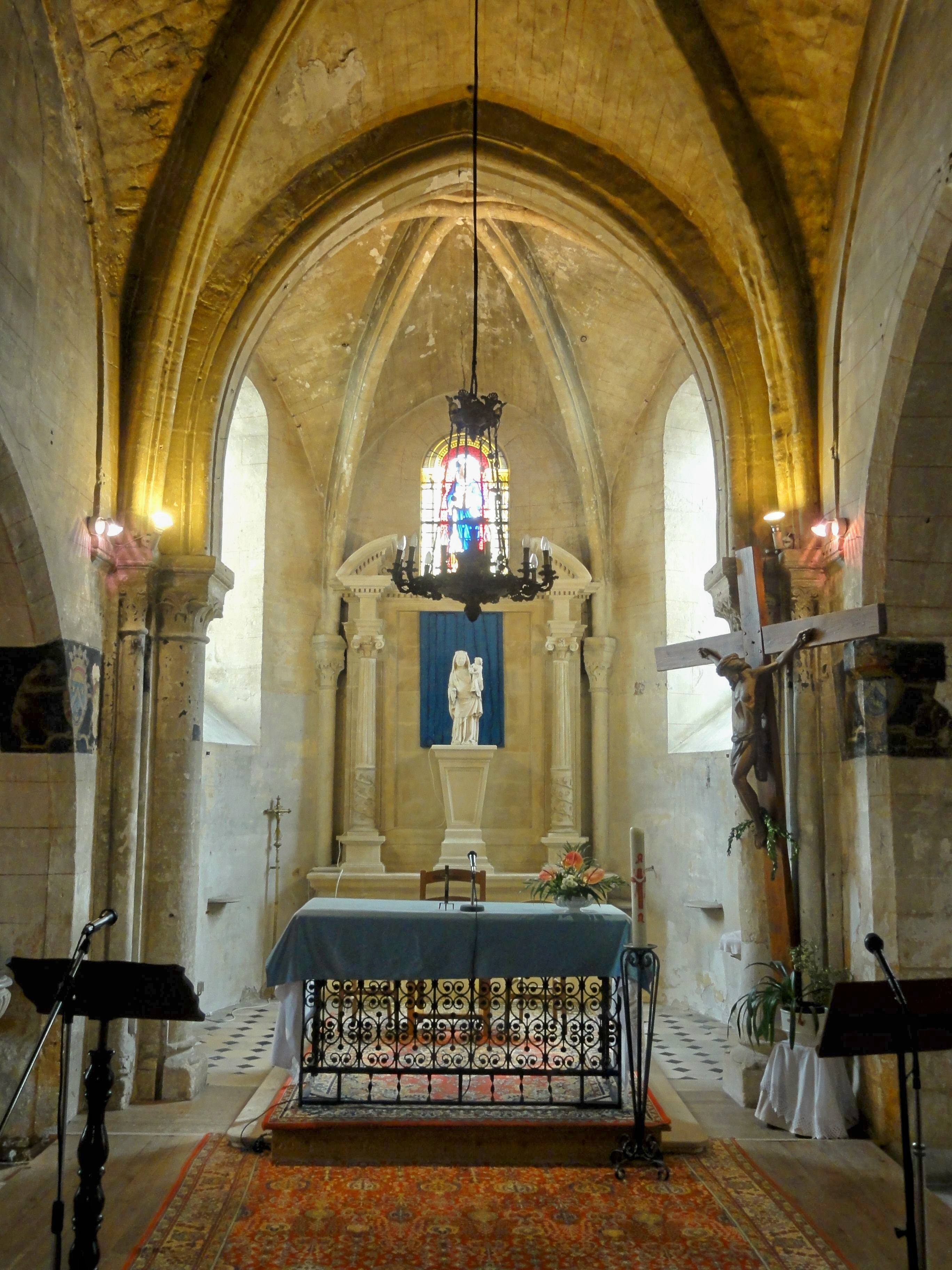
Chœur, vue vers l'est.
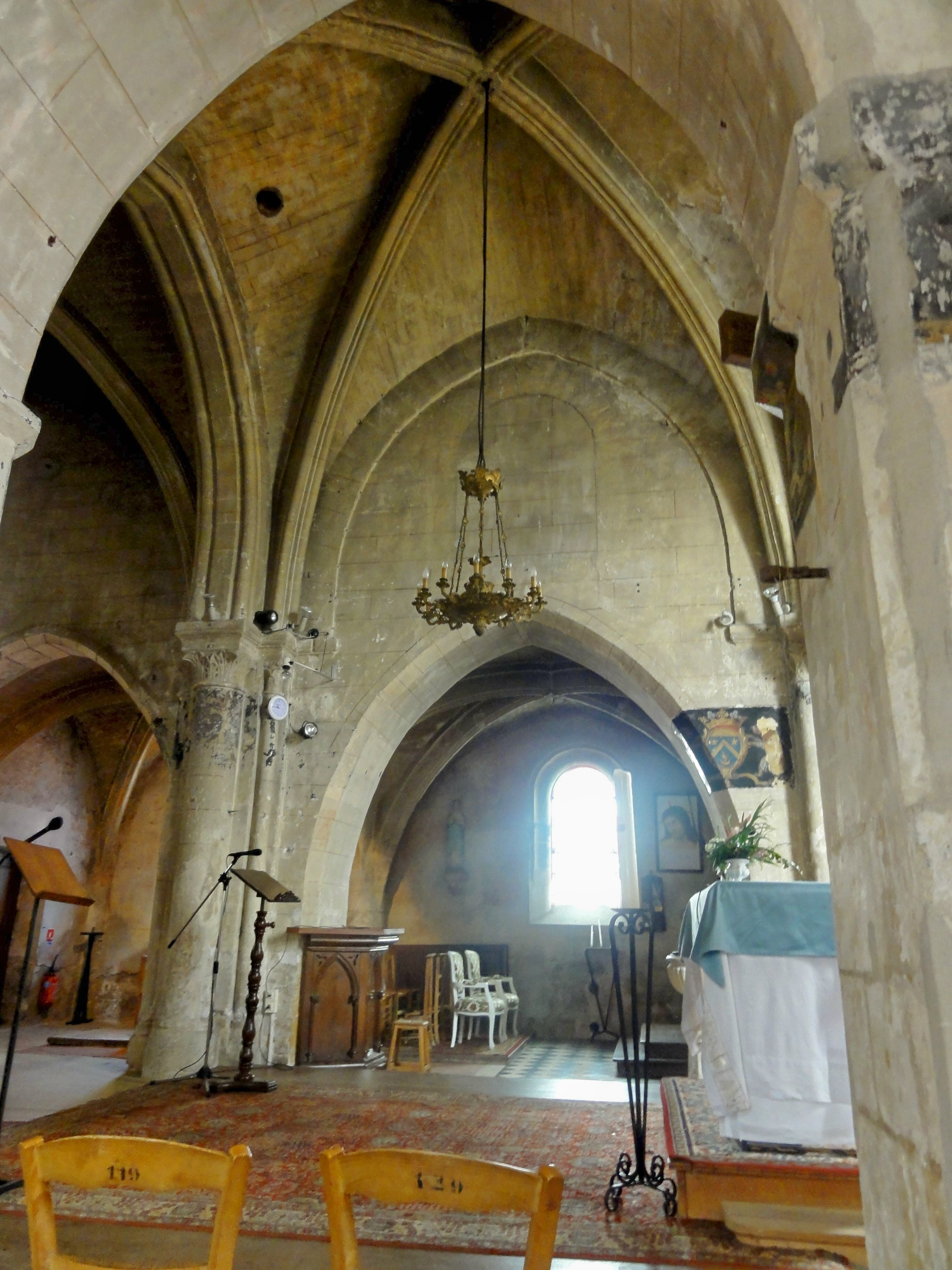
1re travée, vue vers le nord.
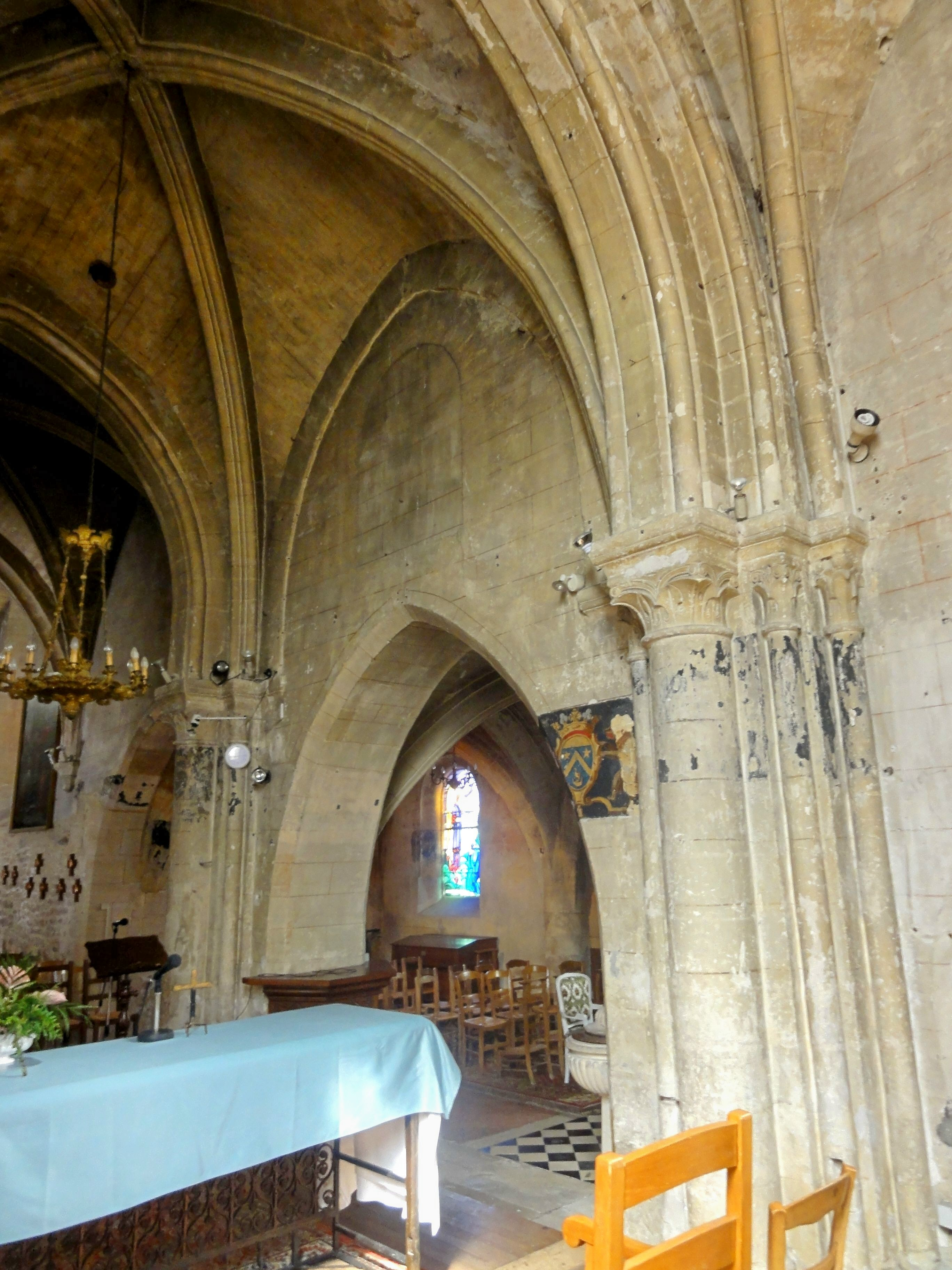
1re travée, vue vers le nord-ouest.
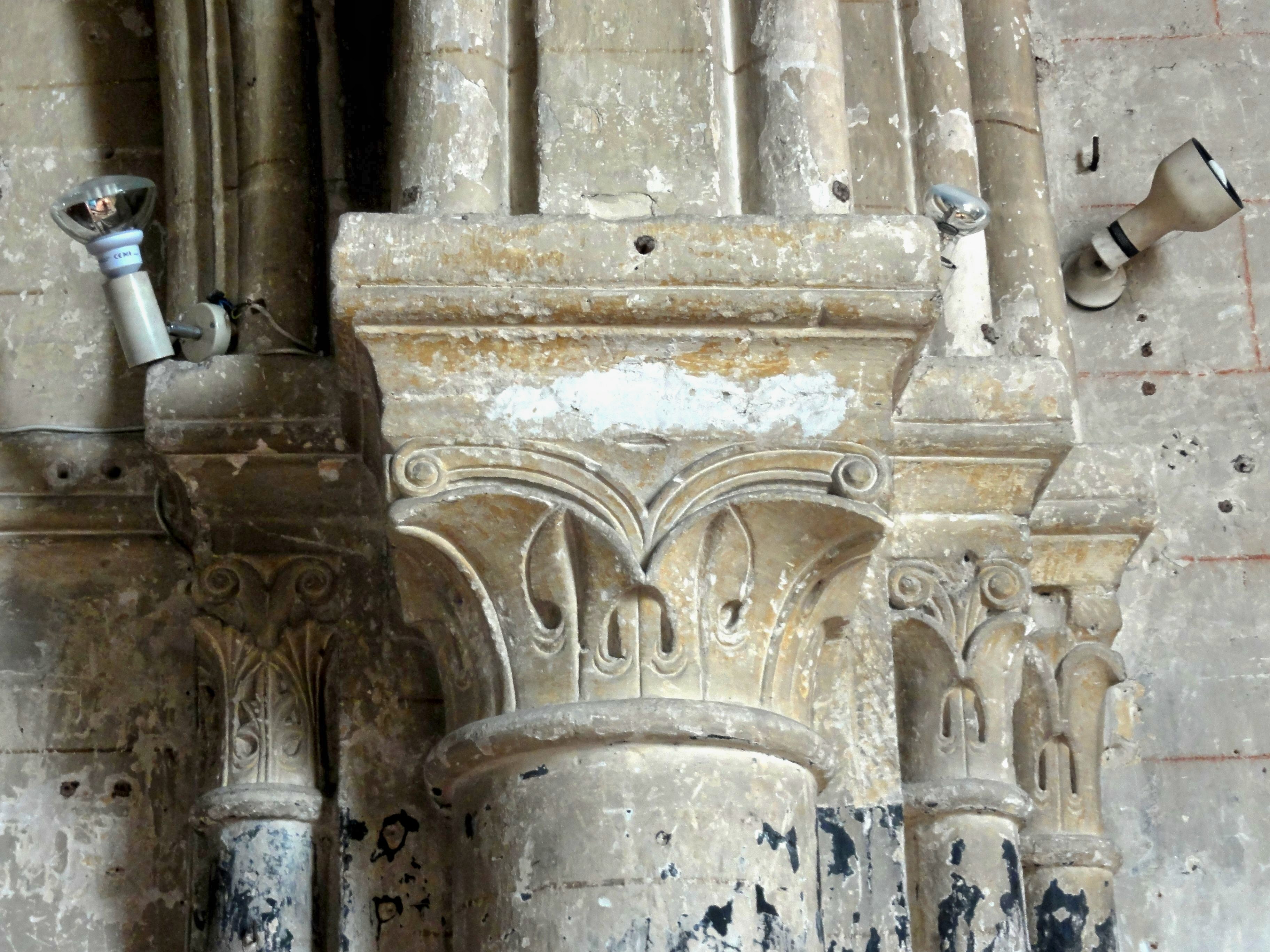
Doubleau intermédiaire, chapiteaux côté sud.
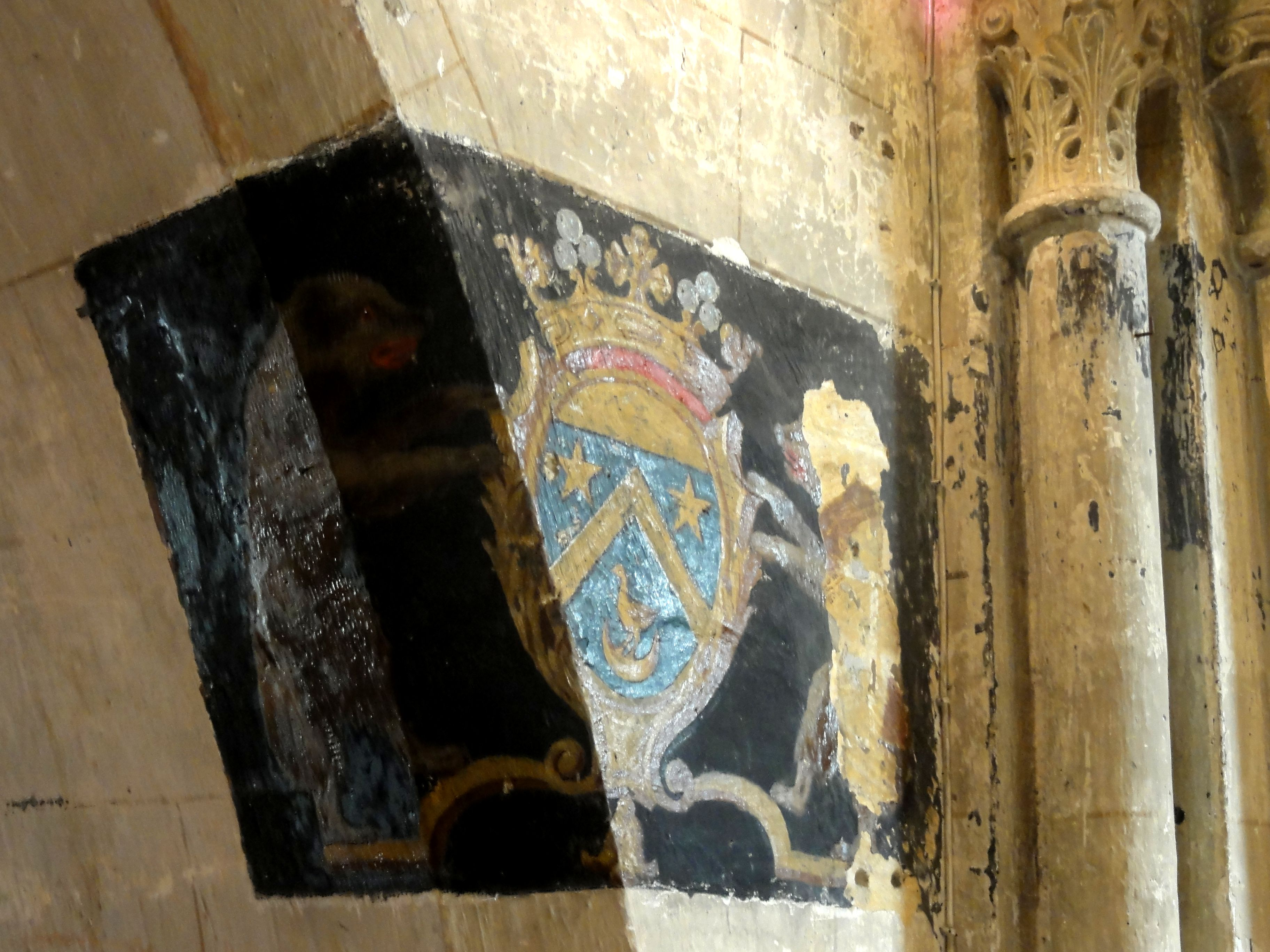
Litre seigneuriale près du doubleau intermédiaire.

### Extérieur

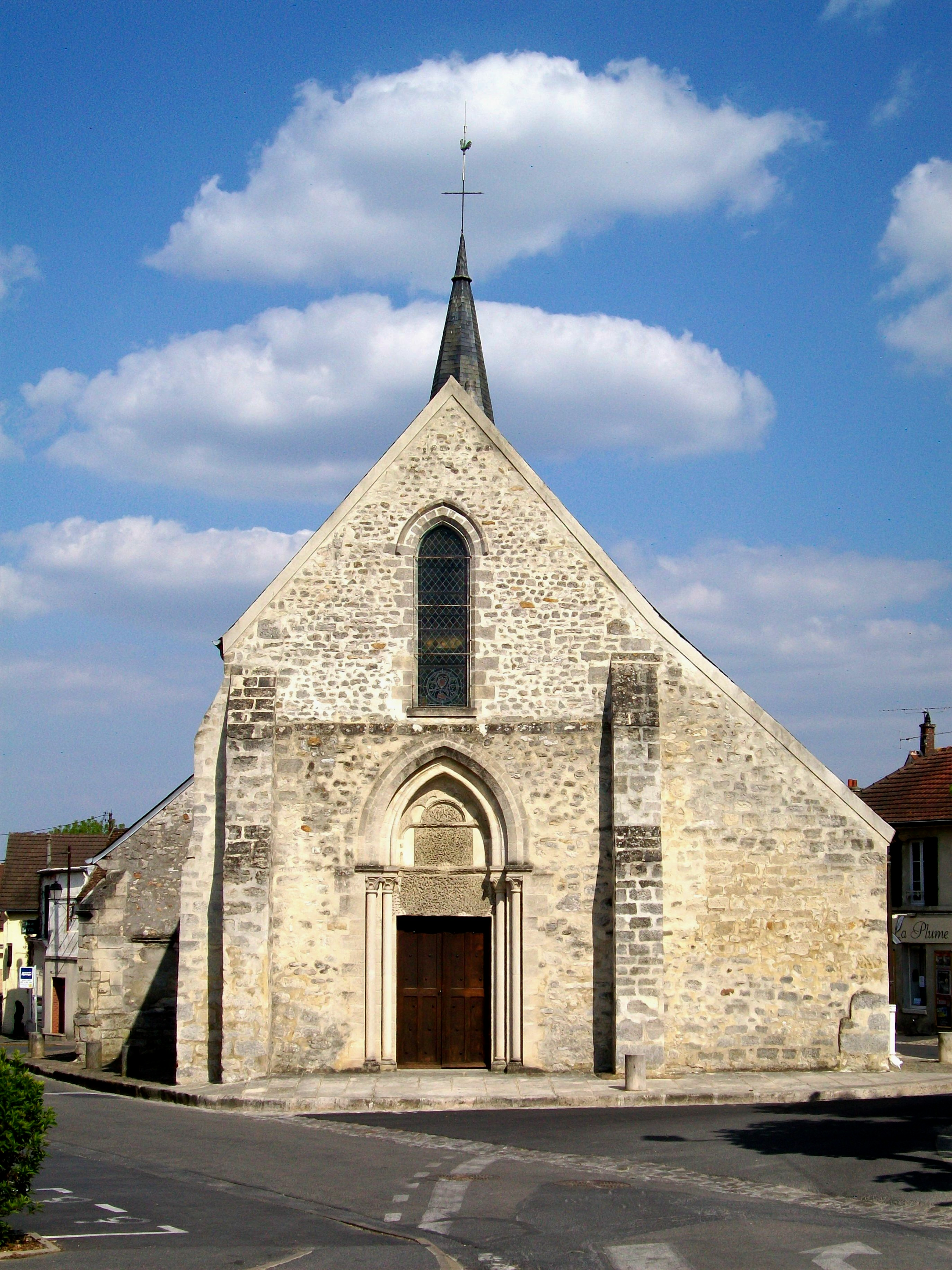
Façade occidentale.

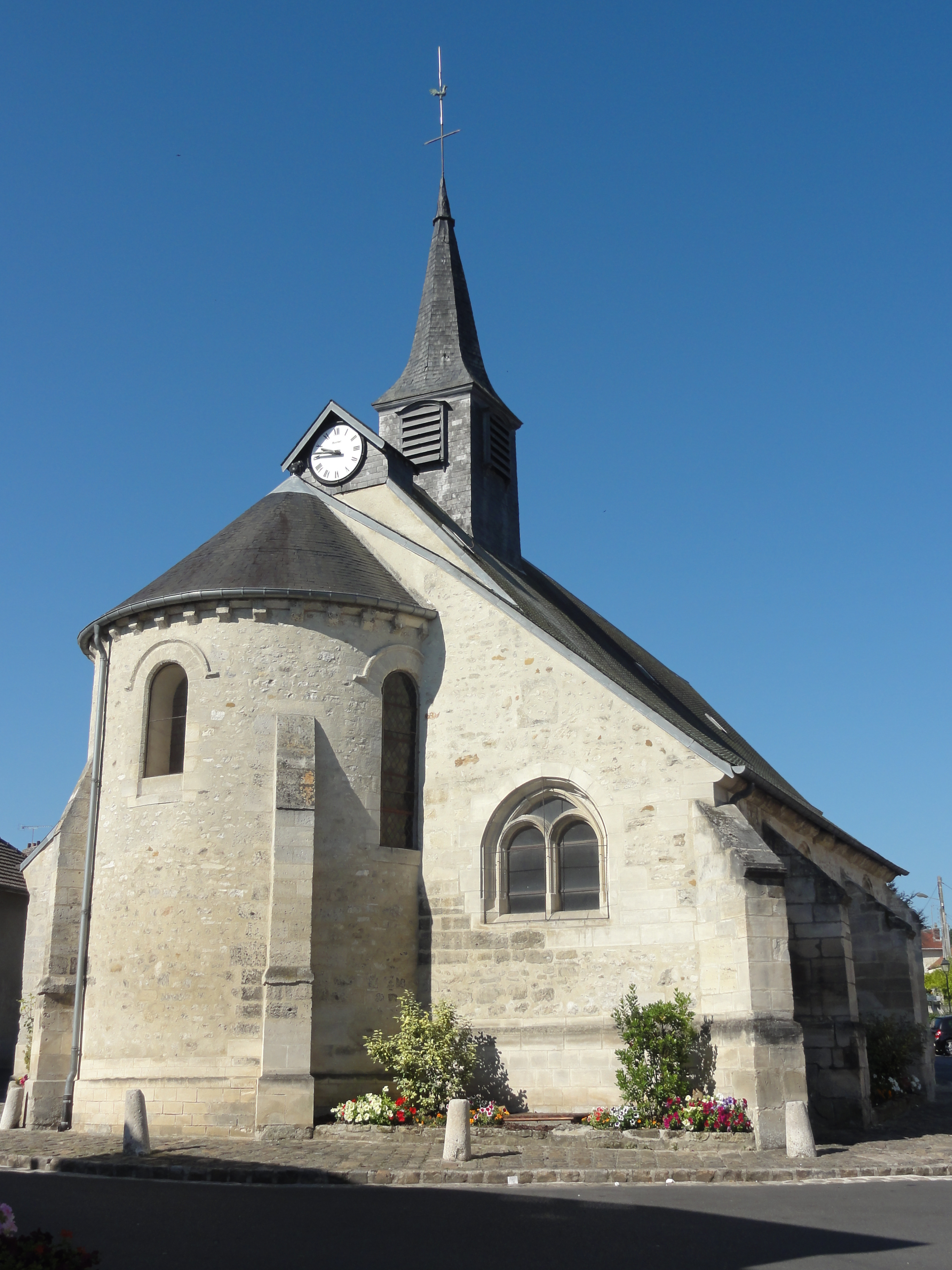
Vue depuis le nord-est.

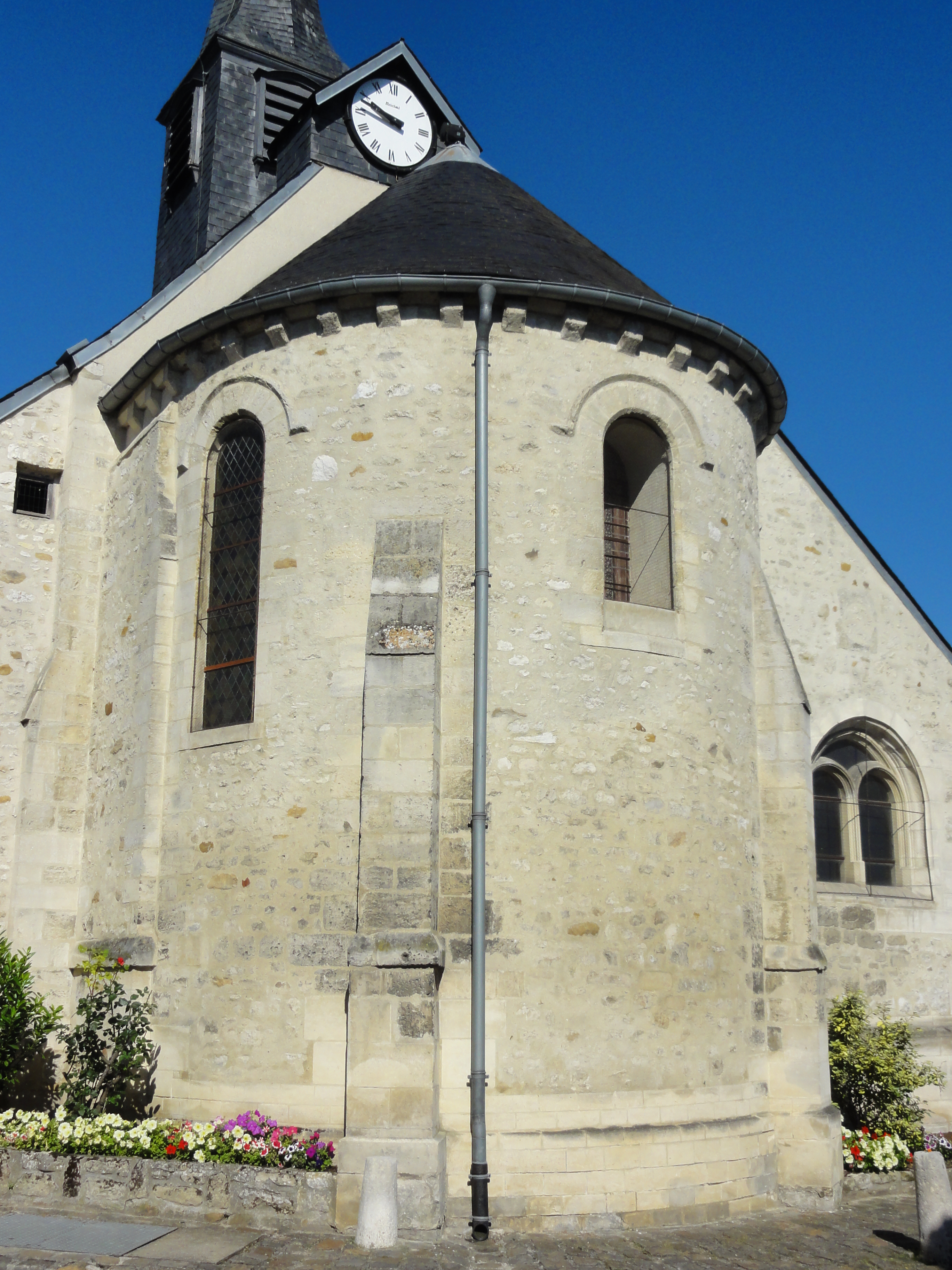
Abside, côté sud-est.

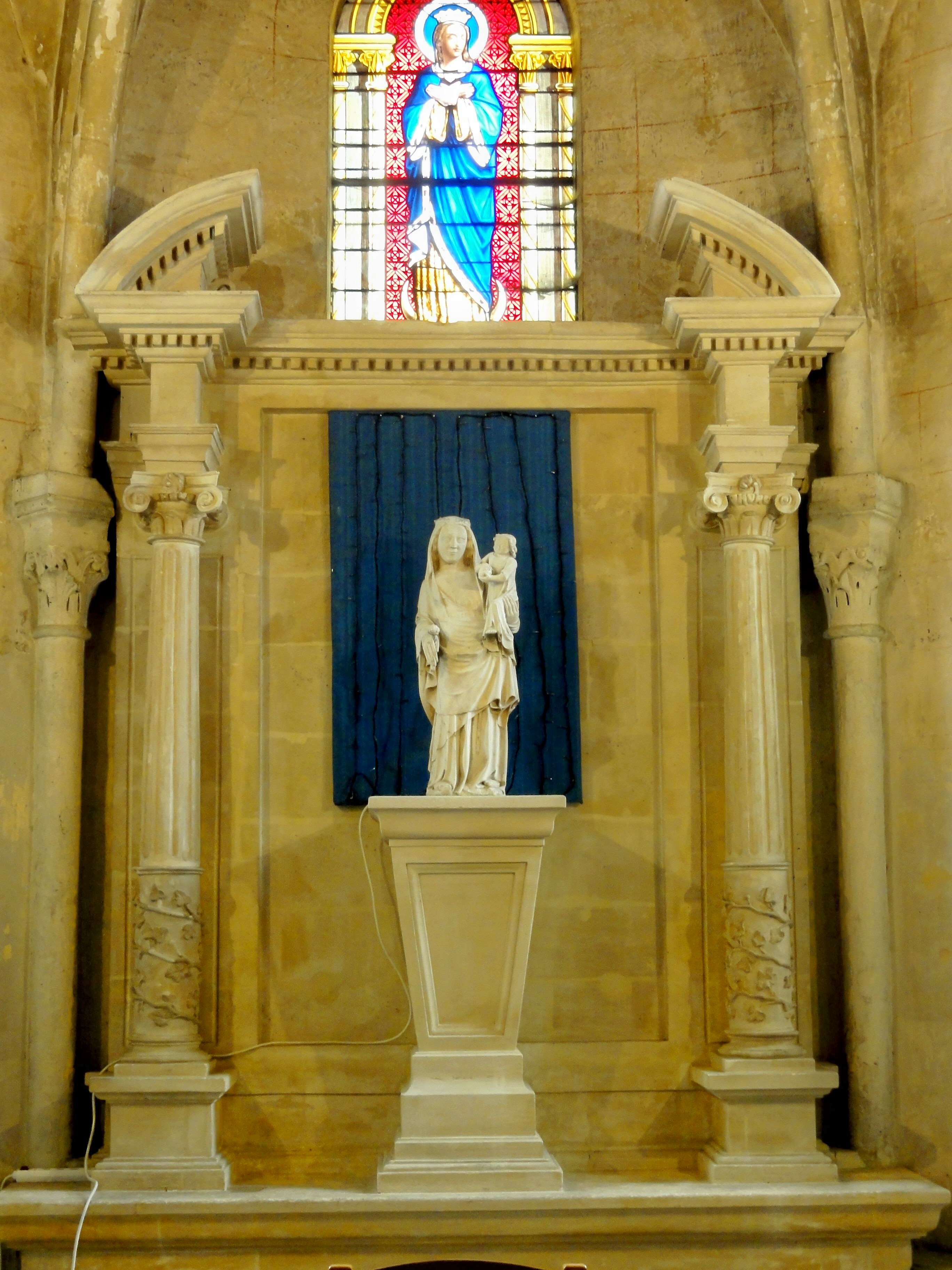
Retable du maître-autel.

La façade occidentale correspond à la nef et au bas-côté sud. Deux contreforts orthogonaux épaulent l'angle nord-ouest et indiquent la hauteur réelle de la nef. Ils sont plus saillants qu'à la période romane, et se retraitent une fois moyennant un glacis, puis s'achèvent également par un glacis. À l'angle sud-ouest, la disposition devait être identique, mais le contrefort côté sud a été absorbé par le mur du bas-côté. Celui-ci ne présente pas de contrefort regardant l'ouest, signe que son voûtement n'a pas été prévu. Les contreforts sont bâtis en pierres de moyen appareil, de même que les encadrements des ouvertures ; tout le reste est construit en moellons irréguliers noyés dans un mortier. Sur la partie haute de la façade, ils sont plus petits. Cette partie est placée en léger retrait afin d'alléger le mur. Celui-ci est ajouré d'une haute lancette unique en tiers-point, qui est surmonté d'un bandeau doublement chanfreiné comme seul ornement. En bas de la façade, le portail occidental représente le seul élément à l'extérieur de l'église qui a été traité avec soin. Il est cantonné de deux fines colonnettes en délit, dont les tailloirs des chapiteaux de crochets supportent une double archivolte en tiers-point. Son tracé très surhaussé rappelle l'arc triomphal et le doubleau intermédiaire du chœur. L'archivolte inférieure est moulurée d'un tore dégagé, alors que l'archivolte supérieure est formée par un large bandeau doublement chanfreiné, ce qui est assez inhabituel. Comme autre particularité, le haut linteau apparemment monolithique se situe entre les colonnettes et chapiteaux, à un niveau plus bas que d'habitude, et semble être porté directement par les piédroits du portail. Eugène Müller parle d'une façade arasée et vise sans doute la sculpture bûchée du linteau et du tympan. Entre linteau et tympan, une moulure qui a mal résisté aux injures du temps reprend le profil des tailloirs. Le tympan est décoré, dans sa partie supérieure, d'une arcature polylobée en bas-relief.
L'élévation septentrionale de la nef présente deux lancettes simples hautes et étroites en arc brisé, qui ne sont pas analogues à la fenêtre occidentale, et dépourvues de toute ornementation. Un contrefort du même type que ceux de la façade apparaît immédiatement à gauche de la seconde lancette. Cette répartition aléatoire des contreforts et fenêtres est surprenante à la période gothique, et trahit en tout cas une nef conçue pour ne pas être voûtée. Une corniche de corbeaux termine le mur. La chapelle de la Vierge est tout aussi sobre, et semble faire corps avec la sacristie. Les contreforts biais aux angles, en lieu et place de deux contreforts orthogonaux, indiquent l'approche de la Renaissance. Deux autres contreforts flanquent le mur septentrional de l'ensemble. Les quatre contreforts sont assez saillants, et se terminent par un long glacis, au pied duquel figure un bandeau mouluré. On note que les murs se retraitent légèrement par un fruit à mi-hauteur du soubassement des fenêtres, y compris les contreforts. Les deux fenêtres de la chapelle ont déjà été signalées. — L'élévation septentrionale est beaucoup plus homogène, et son mur gouttereau très bas évoque une église trapue. Comme au nord, le toit en appentis du bas-côté fait directement suite à la toiture de la nef, sans aucune rupture. Les contreforts sont assez proches de ceux de la chapelle de la Vierge. Le portail latéral est en anse de panier, et n'est pas décoré.
Au chevet, le contrefort primitif de la première travée du chœur est noyé dans le mur oriental du bas-côté sud (chapelle Saint-Nicolas), à l'instar de ce qui s'observe du côté de la façade occidentale. Un massif de maçonnerie au début de l'abside, côté sud, s'explique vraisemblablement par une consolidation à une époque indéterminée. Les deux contreforts de l'abside sont relativement plats et davantage romans que gothiques. Ils se retraitent une fois par un glacis formant larmier, et s'achèvent par des glacis fortement inclinés. L'abside est d'un aspect assez archaïque. La corniche de corbeaux rappelle le mur nord de la nef, alors que les bandeaux en forme de sourcil au-dessus des fenêtres sont du même type que celui de la baie occidentale. Cependant, les trois fenêtres de l'abside sont en plein cintre, et la partie inférieure de la baie d'axe a sans doute été bouchée lors de l'installation du retable du maître-autel. La pauvreté de l'architecture étonne, et n'est pas du tout caractéristique de la région. Si l'abside de l'église de Pontpoint est presque tout aussi austère, elle est moins bâtie en pierre de taille,.

## Mobilier
L'église ne comporte aucun élément de mobilier classé monument historique au titre objet.
Le retable du maître-autel est de style Renaissance, et sert d'écrin à une Vierge à l'Enfant du XIVe siècle, qu'Eugène Müller qualifie d'assez vulgaire de physionomie, mais bien drapée. Elle porte dans sa main droite une fleur de lys, signe de pureté, et tient l'enfant Jésus dans sa main gauche. Mère et enfant n'échangent pas de regard, et le jeune Jésus joue avec une boule ou sphère, qui traduit sa qualité de maître du monde, fils de Dieu. — L'église possédait jadis un triptyque ou retable de la Passion du Christ. Un cadre en bois sombre avec trois compartiments, dont celui au centre plus haut que les deux autres qui le flanquent, comportait trois petits bas-reliefs en bois sculpté. Eugène Müller les date du règne de Henri IV (1598-1610) et atteste au sculpteur un talent vulgaire et lourd. Il mentionne trois scènes : la Flagellation du Christ, la Crucifixion et la Résurrection. D'après l'APSOM, seul le cadre reste depuis un vol commis vers 1975. Ce cadre a été enlevé, mais les bas-reliefs représentant la Flagellation et la Résurrection sont bien présents dans l'église. Seule la Crucifixion manque. — Plus que le retable du maître-autel, dont aucun auteur ne fournit la date, l'autel de la chapelle Saint-Nicolas (dernière travée du bas-côté) mérite l'attention. C'est une table de pierre scellée dans le mur à l'arrière, et prenant appui sur deux piliers à l'avant, qui sont octogonaux en bas et carrés en haut. D'après Eugène Müller, cet autel daterait du XIIIe siècle. Il aurait donc été déplacé vers son emplacement actuel après l'adjonction du bas-côté sud, à moins que sa dernière travée fasse réellement partie du plan de l'église primitive. — Restent encore à mentionner les pierres tombale, dont neuf sont visibles dans la chapelle Saint-Nicolas. D'autres existeraient dans la chapelle de la Vierge, mais sont dissimulées par le plancher de bois qui y a été posé. Deux dalles funéraires sont de grandes dimensions et assez effacées ; toutes les autres sont postérieures au milieu du XVIIe siècle, assez petites, en partie incomplètes, et n'affichent pas d'effigies gravées. Deux seulement comportent des éléments de décor : celle de Charles Lavier, menuisier ordinaire des bâtiments du Roy, possède un encadrement de feuilles et arborait apparemment une coquille Saint-Jacques au tympan ; celle de Pierre Cavillon, mort le 11 juin 1671 à l'âge de quatre-vingt-huit ans, montre un Christ en croix en tympan. Les deux personnes priant devant lui doivent être le défunt et son épouse. Les deux plaques mentionnées sont en même temps des plaques de fondation de messes,.

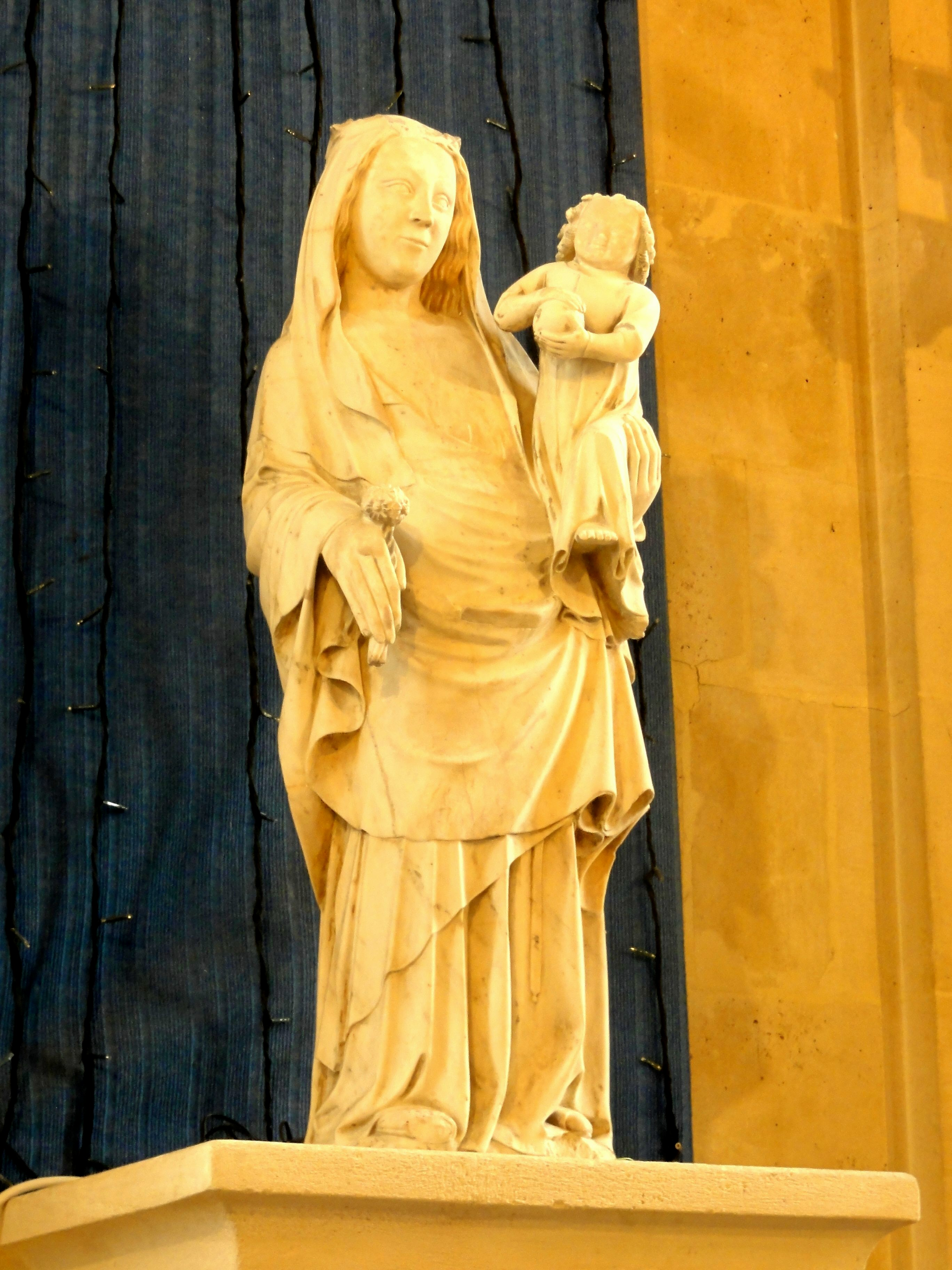
Vierge à l'Enfant du XIVe siècle.
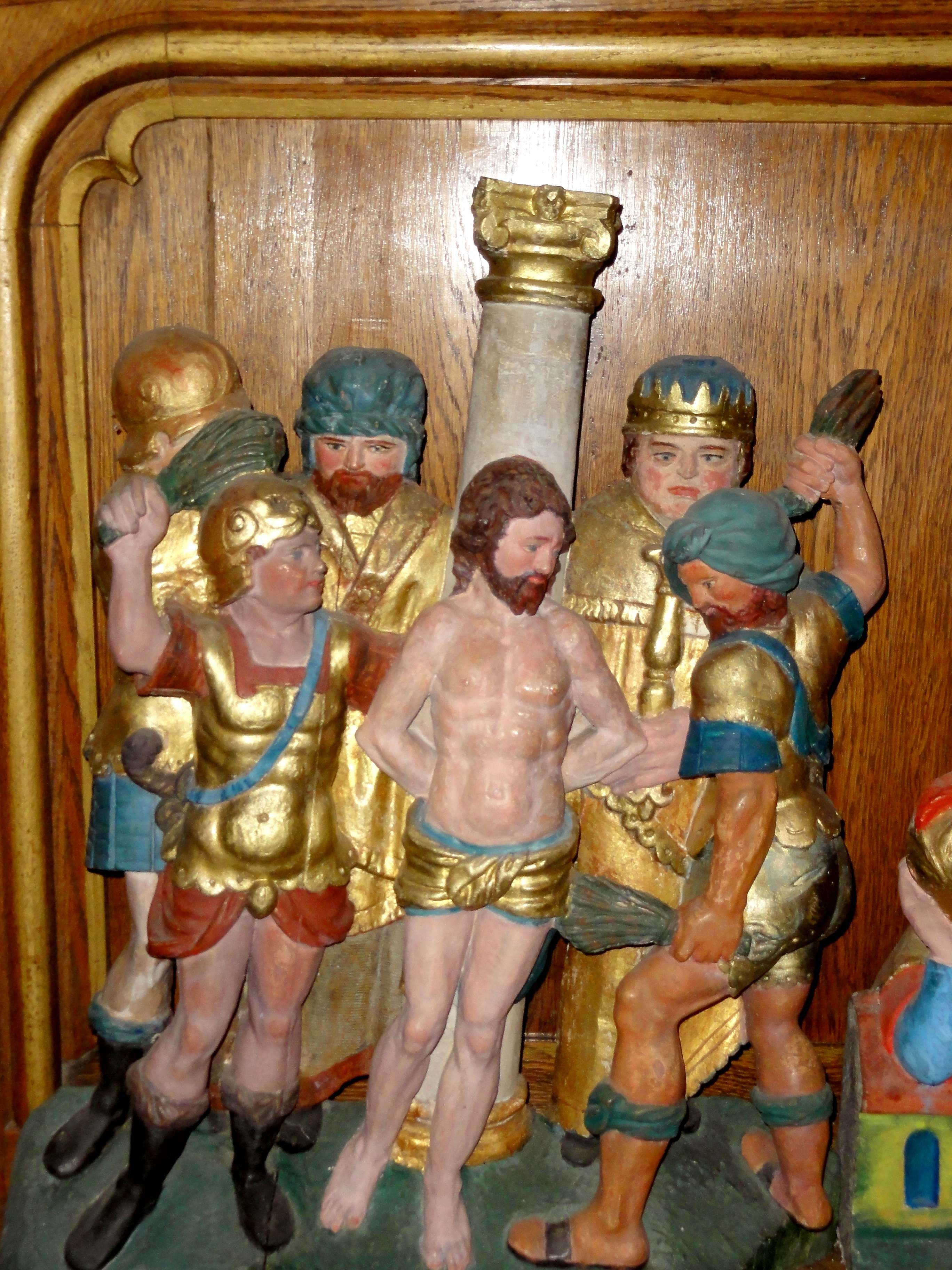
Bas-relief de retable - Flagellation.
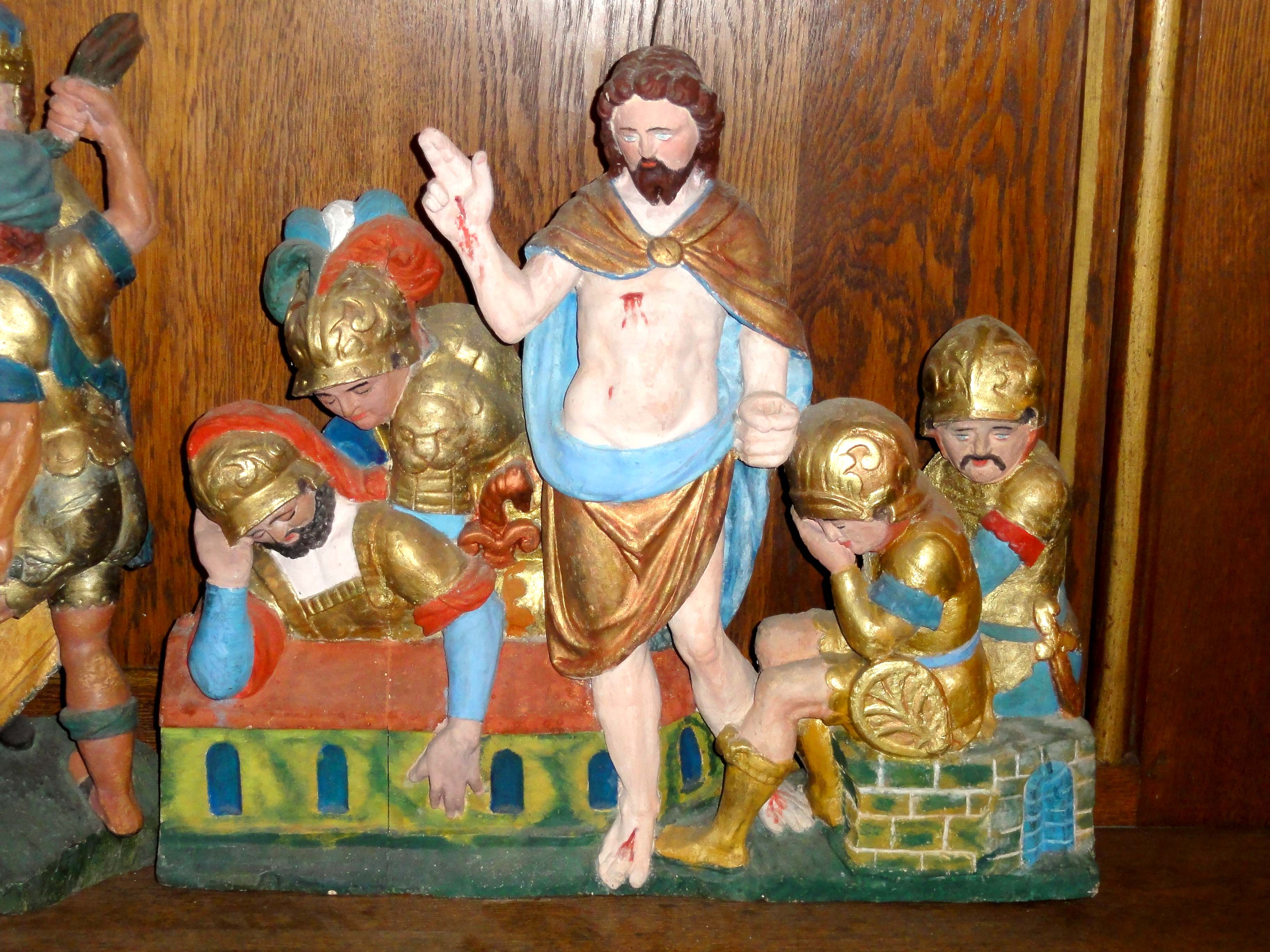
Bas-relief de retable - Résurrection.
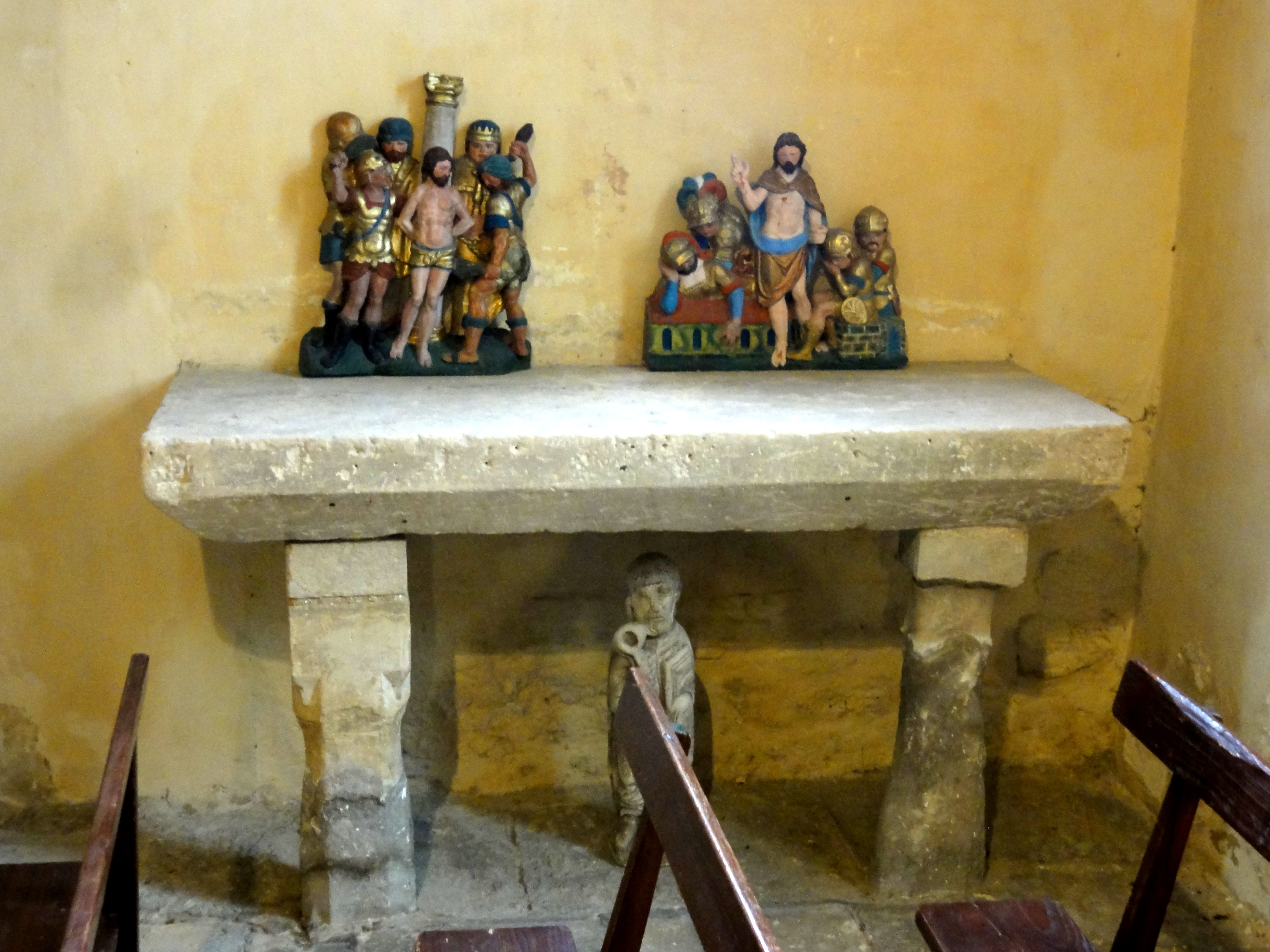
Autel du XIIIe siècle de la chapelle St-Nicolas.
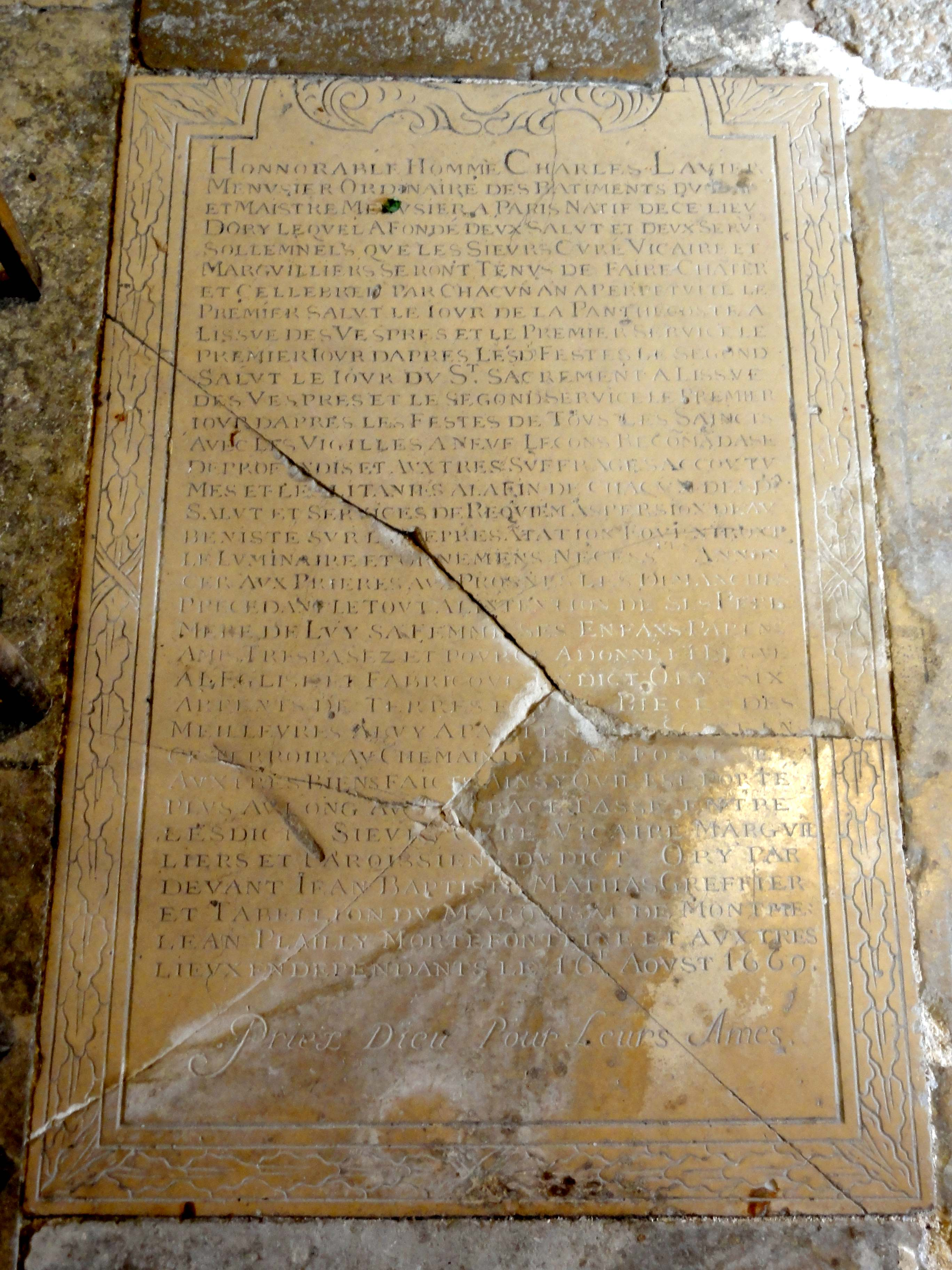
Dalle funéraire de Charles Lavier, 1669.
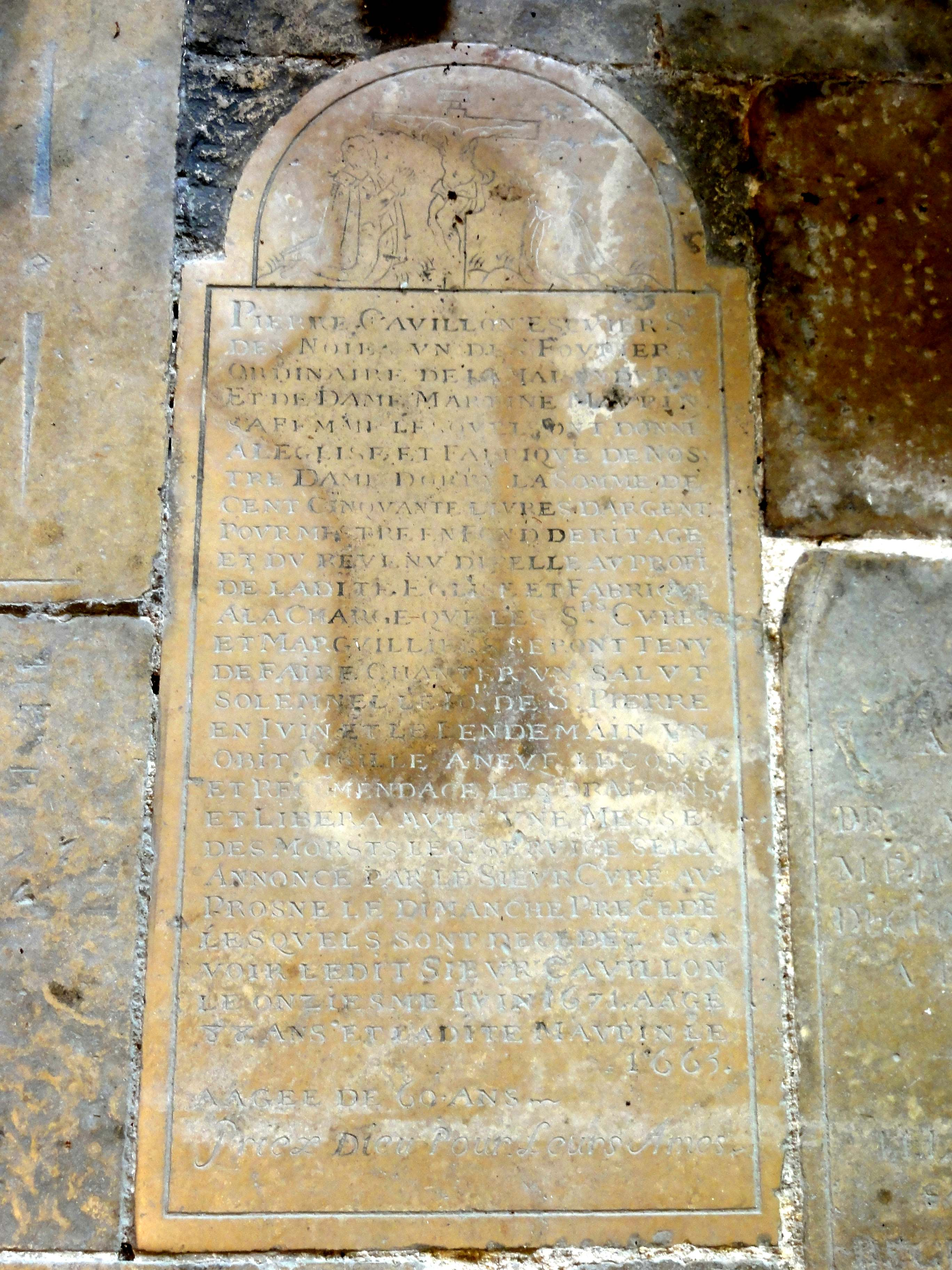
Pierre tombale de Pierre Cavillon, 1671.